# Liste der Biografien/Lun
Liste der Biografien |
Portal Biografien |
Personensuche
# |
A |
B |
C |
D |
E |
F |
G |
H |
I |
J |
K |
L |
M |
N |
O |
P |
Q |
R |
S |
T |
U |
V |
W |
X |
Y |
Z |
?
 
La |
Lb |
Lc |
Le |
Lg |
Lh |
Li |
Lj |
Ll |
Lm |
Lo |
Lp |
Lt |
Lu |
Lv |
Lw |
Lx |
Ly |
Lz
 
Lua |
Lub |
Luc |
Lud |
Lue |
Luf |
Lug |
Luh |
Lui |
Luj |
Luk |
Lul |
Lum |
Lun |
Luo |
Lup |
Luq |
Lur |
Lus |
Lut |
Luu |
Luv |
Luw |
Lux |
Luy |
Luz
Die Liste der Biografien führt alle Personen auf, die in der deutschsprachigen Wikipedia einen Artikel haben. Dieses ist eine Teilliste mit 613 Einträgen von Personen, deren Namen mit den Buchstaben „Lun“ beginnt.

## Lun
- Lun, Priscilla (* 1990), US-amerikanische Badmintonspielerin

### Luna
- Luna (* 1990), ukrainische Sängerin, Videoregisseurin und Model
- Luna (* 1999), polnische Sängerin
- Luna (* 2002), italienische Popsängerin und Rapperin
- Luna (* 2002), deutsche SängerinLuna (* 2002)

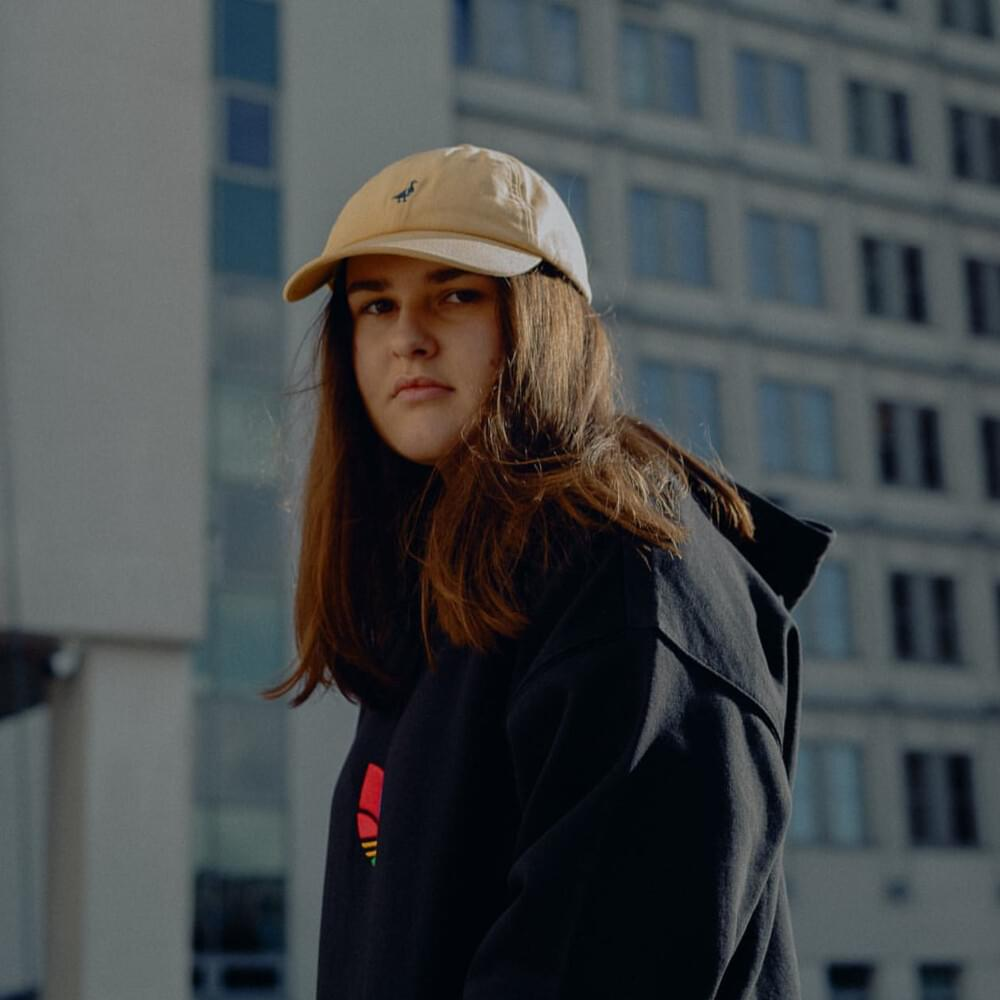
Luna (* 2002)

- Luna Diale, Mauro (* 1999), argentinischer Fußballspieler
- Luna Félix, María de la Paz (* 1962), mexikanische Badmintonspielerin
- Luna García, Margarita (1921–2016), dominikanische Pianistin und Komponistin
- Luna Pachón, Pedro Francisco (1881–1967), spanischer Geistlicher
- Luna Pianegonda, Costantino Cristiano (1910–1997), italienischer Geistlicher, Bischof von Zacapa
- Luna Tobar, Luis Alberto (1923–2017), ecuadorianischer Ordensgeistlicher, römisch-katholischer Erzbischof von Cuenca
- Luna Vázquez, Víctor, mexikanischer Fußballspieler
- Luna, Adrián (* 1992), uruguayischer Fußballspieler
- Luna, Alejandro (1939–2022), mexikanischer Beleuchter und Bühnenbildner
- Luna, Alex (* 1986), ukrainischer Sänger, Countertenor, Schauspieler, Filmproduzent
- Luna, Álvaro de († 1453), kastilischer Machthaber
- Luna, Álvaro de (1935–2018), spanischer Schauspieler
- Luna, Ángel (* 1989), argentinischer Fußballspieler
- Luna, Anna Paulina (* 1989), US-amerikanische Politikerin der Republikanischen Partei
- Luna, Antonio (1866–1899), General der Philippinischen Armee, Pharmakologe, Publizist
- Luna, Antonio Manuel (* 1991), spanischer Fußballspieler
- Luna, BarBara (* 1939), US-amerikanische Schauspielerin
- Luna, Braulio (* 1974), mexikanischer Fußballspieler
- Luna, Casey (* 1931), US-amerikanischer Politiker
- Luna, Concetta (* 1959), italienische Klassische Philologin und Philosophiehistorikerin
- Luna, Dani (* 1999), englische Wrestlerin
- Luna, Diadenis (* 1975), kubanische Judoka
- Luna, Diego (* 1979), mexikanischer Schauspieler und RegisseurDiego Luna (* 1979)

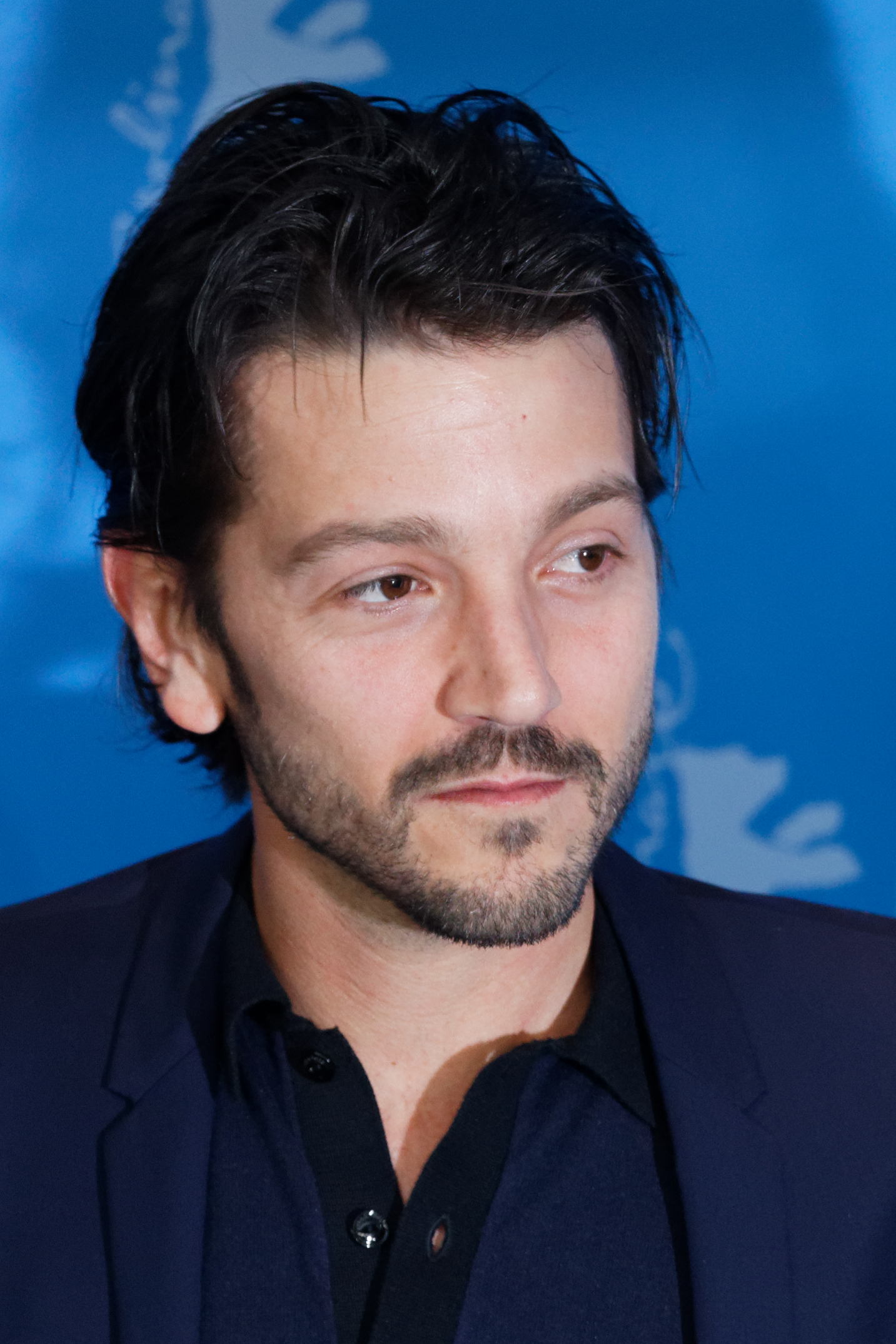
Diego Luna (* 1979)

- Luna, Diego (* 2000), venezolanischer Fußballspieler
- Luna, Diego (* 2003), US-amerikanischer Fußballspieler
- Luna, Diógenes (* 1977), kubanischer Boxer
- Luna, Fabrizio, italienischer Lexikograf, Italianist und Romanist
- Luna, Fedra (* 1995), argentinische Langstreckenläuferin
- Luna, Félix (1925–2009), argentinischer Schriftsteller, Historiker und Politiker (Unión Cívica Radical)
- Luna, Fernando (* 1958), spanischer Tennisspieler
- Luna, Flavio de (* 1990), mexikanischer Straßenradrennfahrer
- Luna, Gabriel (* 1982), US-amerikanischer SchauspielerGabriel Luna (* 1982)

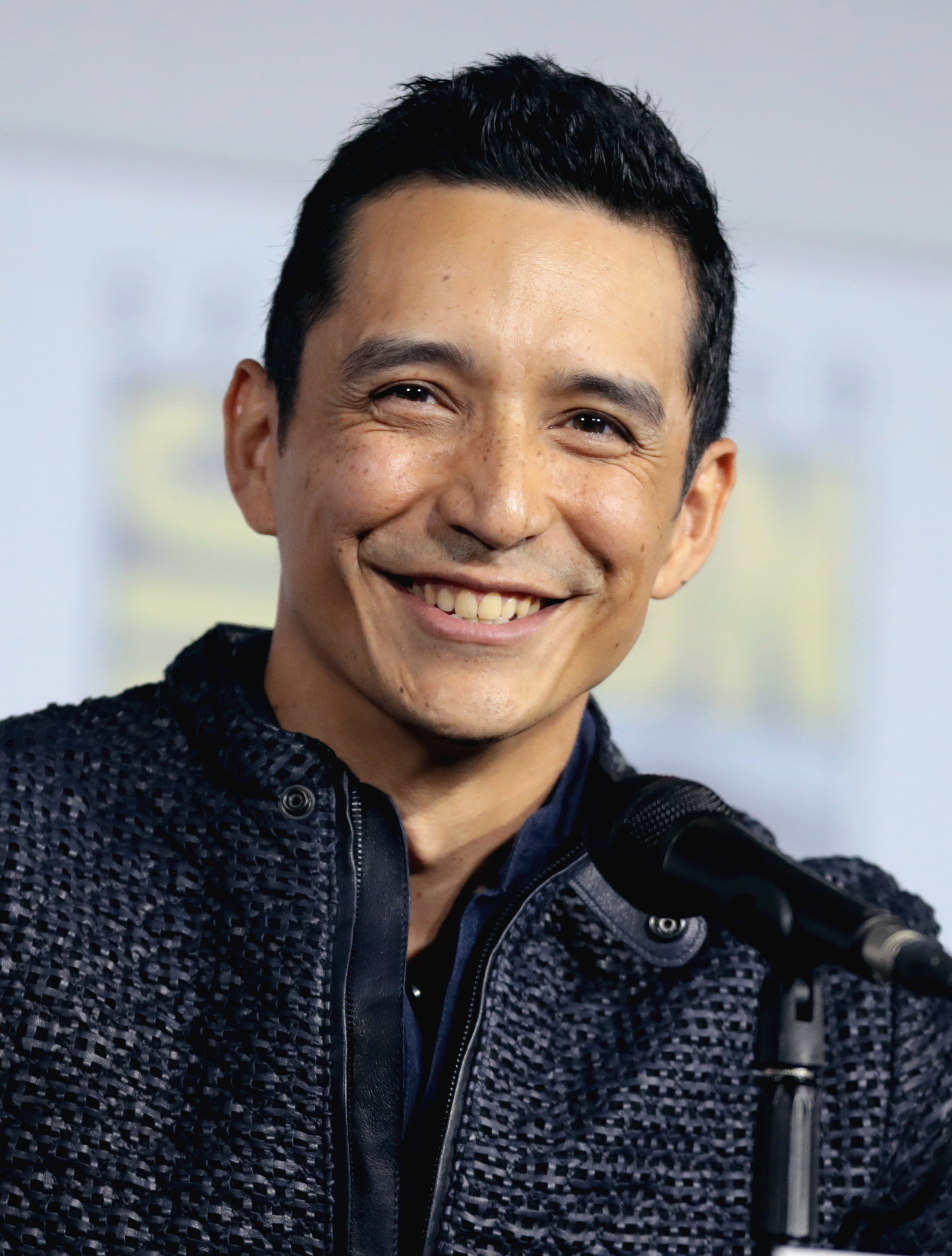
Gabriel Luna (* 1982)

- Luna, Jashia (* 1979), mexikanische Wasserspringerin
- Luna, Javier (* 1995), spanischer Schauspieler und Model
- Luna, Javier Pineda (* 1975), spanischer Beachvolleyballspieler
- Luna, Jeffrey de (* 1984), philippinischer Poolbillardspieler
- Luna, Jorge (* 1996), mexikanischer Stabhochspringer
- Luna, José Manuel, mexikanischer Fußballspieler
- Luna, Juan (1857–1899), philippinischer Maler und Nationalheld
- Luna, Juan Antonio (* 1959), mexikanischer Fußballspieler und -trainer
- Luna, Karen (* 1998), mexikanische Fußballspielerin
- Luna, Luis († 2012), mexikanischer Fußballspieler
- Luna, Marc (* 1999), spanischer Motorradrennfahrer
- Luna, Maria de (1358–1406), Königin der Krone von Aragonien und Ehefrau von Martin I.
- Luna, Mario (1935–2004), argentinischer Tangosänger
- Luna, Mario de (* 1988), mexikanischer Fußballspieler
- Luna, Pablo (* 1959), mexikanischer Fußballspieler
- Luna, Pauleen (* 1988), philippinische Schauspielerin
- Luna, Pedro (1896–1956), chilenischer Maler
- Luna, Ricardo Alejandro (* 1970), argentinischer Dirigent, Komponist, Chorleiter, Arrangeur und Sänger mit der Stimmlage Bariton
- Luna, Sandra (* 1966), argentinische Tangosängerin
- Luna, Santiago (* 1962), spanischer Golfsportler
- Luna, Sheryfa (* 1989), französische R&B- und Popsängerin
- Luna, Tranquilino (1849–1892), US-amerikanischer Politiker
- Luna, Víctor (1959–2024), kolumbianischer Fußballspieler und -trainer
- Luna, Violeta (* 1943), ecuadorianische Schriftstellerin, Kritikerin und Hochschullehrerin
- Luna, Washington (1938–2009), uruguayischer Sänger
- Lunacek, Thomas (* 1964), deutscher Politiker (CDU), MdL
- Lunacek, Ulrike (* 1957), österreichische Politikerin (Grüne), Abgeordnete zum Nationalrat, MdEPUlrike Lunacek (* 1957)

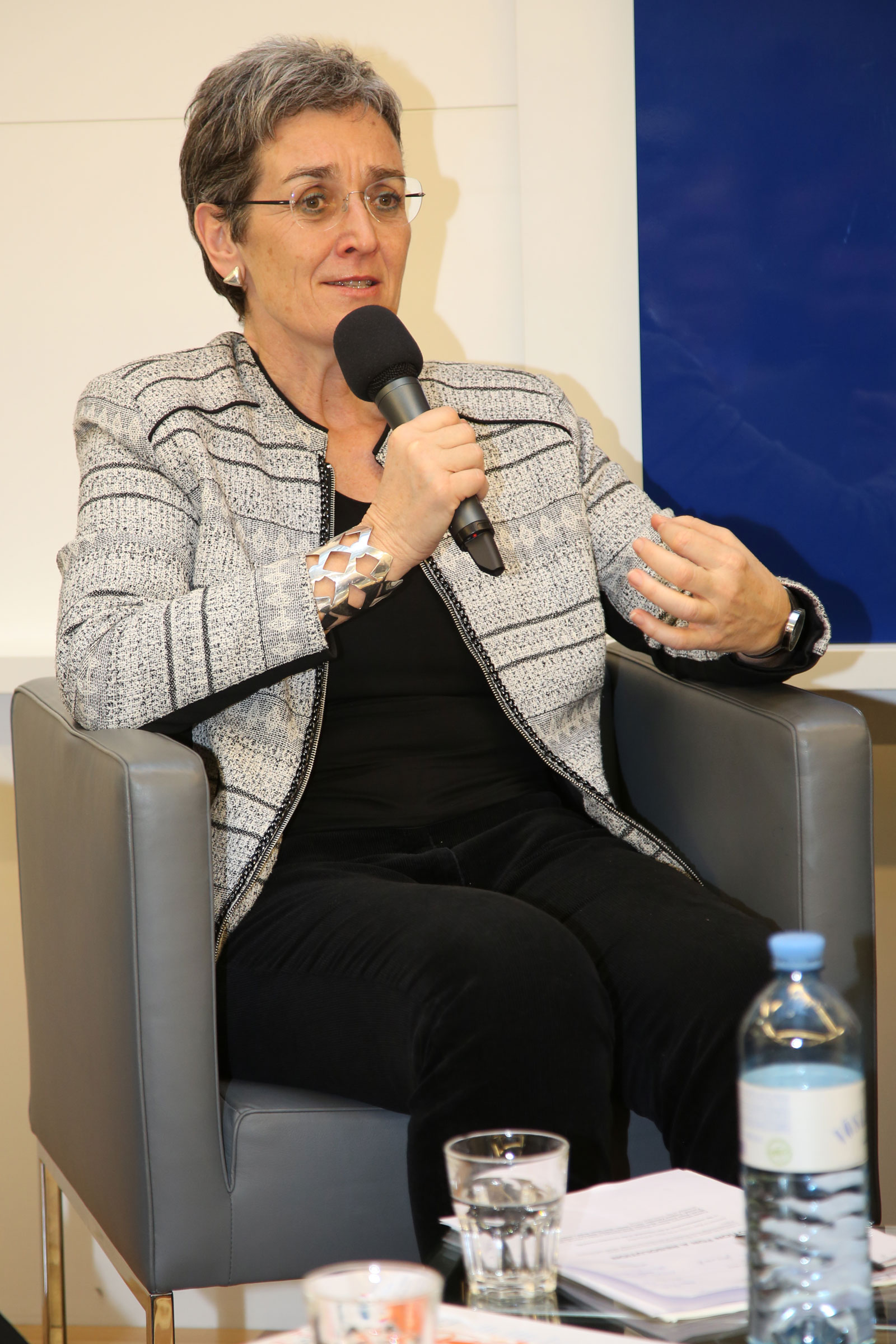
Ulrike Lunacek (* 1957)

- Lunalilo (1835–1874), hawaiischer König
- Lunar Cardedo, Lorenzo (* 1958), kubanischer Schriftsteller
- Lunardi, Astolfo (1891–1944), italienischer Lithograph und Widerstandskämpfer gegen den Nationalsozialismus
- Lunardi, Dino (* 1978), französischer Autorennfahrer
- Lunardi, Federico (1880–1954), italienischer Geistlicher, römisch-katholischer Erzbischof und vatikanischer Diplomat
- Lunardi, Ivan (* 1973), italienischer Skispringer
- Lunardi, Michael (* 1992), italienischer Skispringer
- Lunardi, Vincenzo (1759–1806), italienischer Luftfahrtpionier
- Lunardi, Virginio (* 1968), italienischer Skispringer
- Lunardo Michiel († 1184), Vizedoge von Venedig
- Lunardon, Hugo (1893–1940), österreichischer Gendarmeriebeamter
- Lunardon, Paolo (1930–2017), italienischer Ordensgeistlicher, Abtordinarius von Sankt Paul vor den Mauern
- Lunari, Luigi (1934–2019), italienischer Dramaturg, Schriftsteller und Essayist
- Lunari, Ricardo (* 1970), argentinischer Fußballspieler
- Lunas, Ronald (1966–2024), philippinischer Geistlicher, römisch-katholischer Bischof von Pagadian
- Lunatscharski, Anatoli Wassiljewitsch (1875–1933), russischer Volkskommissar für das Bildungswesen (NARKOMPROS)
- Lunau, Benjamin Heinrich (1797–1883), deutscher Klavierbauer
- Lunau, Klaus (* 1953), deutscher Biologe und Hochschullehrer
- Lunau, Ralf (* 1965), deutscher Jurist und Kommunalpolitiker
- Lunau, Rudolf (* 1906), deutscher Widerstandskämpfer im Nationalsozialismus
- Lunau, Siegfried W. (1944–2013), deutscher Bildhauer und Maler der klassischen Moderne
- Lunax (* 2002), deutsche Produzentin und DJ

### Lunc
- Luncanu, Petru-Alexandru (* 1989), rumänischer Tennisspieler
- Lunceford, Jimmie (1902–1947), US-amerikanischer Jazzmusiker
- Lunch, Chris, deutscher Musiker (Bass)
- Lunch, Lydia (* 1959), US-amerikanische Sängerin, Dichterin und SchauspielerinLydia Lunch (* 1959)

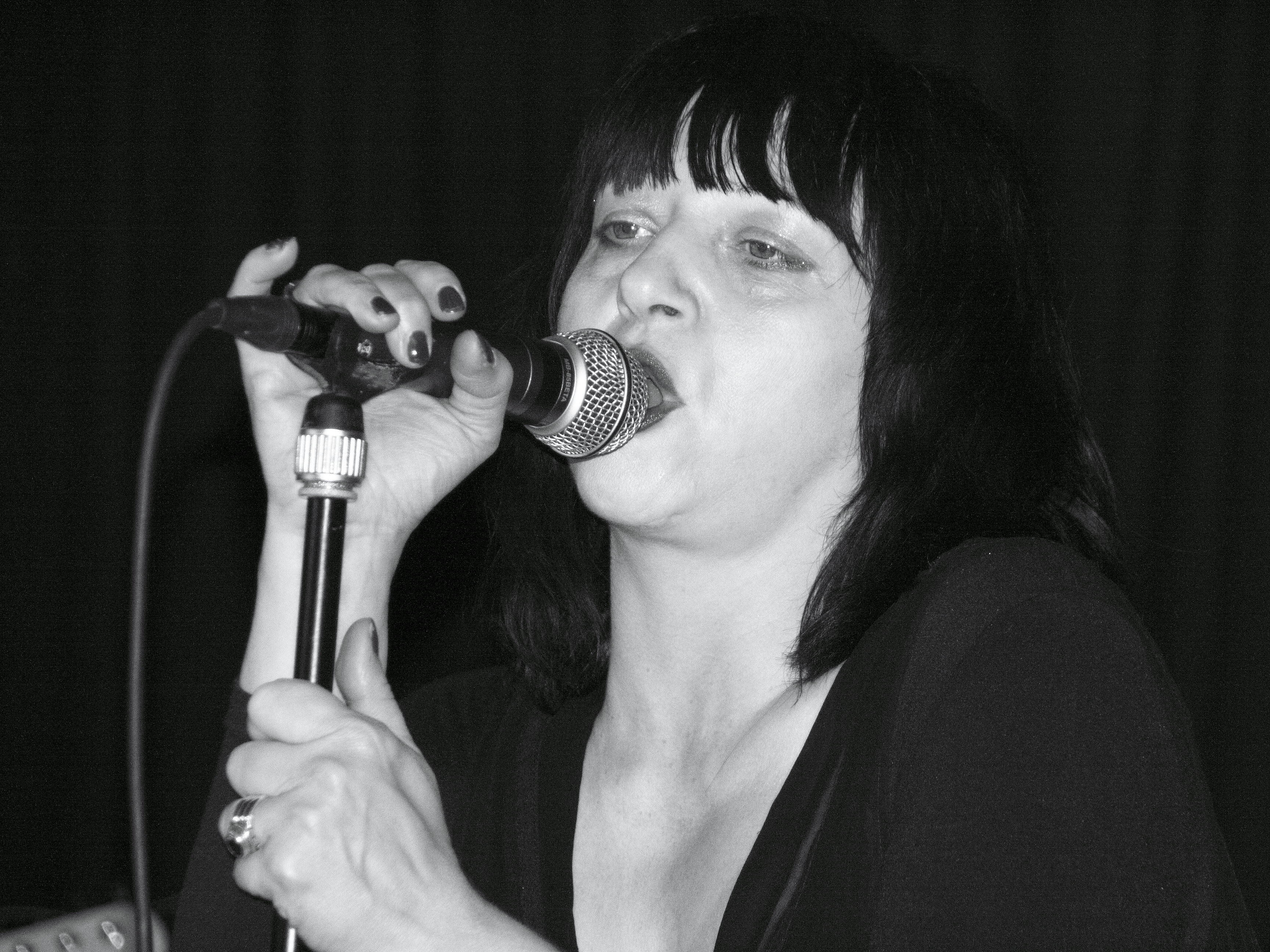
Lydia Lunch (* 1959)

- Luncke, Stella (* 1974), deutsche Journalistin, Schriftstellerin und Hörspielregisseurin
- Luncz, Abraham Moses (1854–1918), jüdischer Gelehrter, Autor und Verleger

### Lund
- Lund Johansen, Janni (* 1976), dänische Fußballspielerin
- Lund Nielsen, Matti (* 1988), dänischer Fußballspieler
- Lund Poulsen, Troels (* 1976), dänischer Politiker (Venstre), Mitglied des FolketingTroels Lund Poulsen (* 1976)

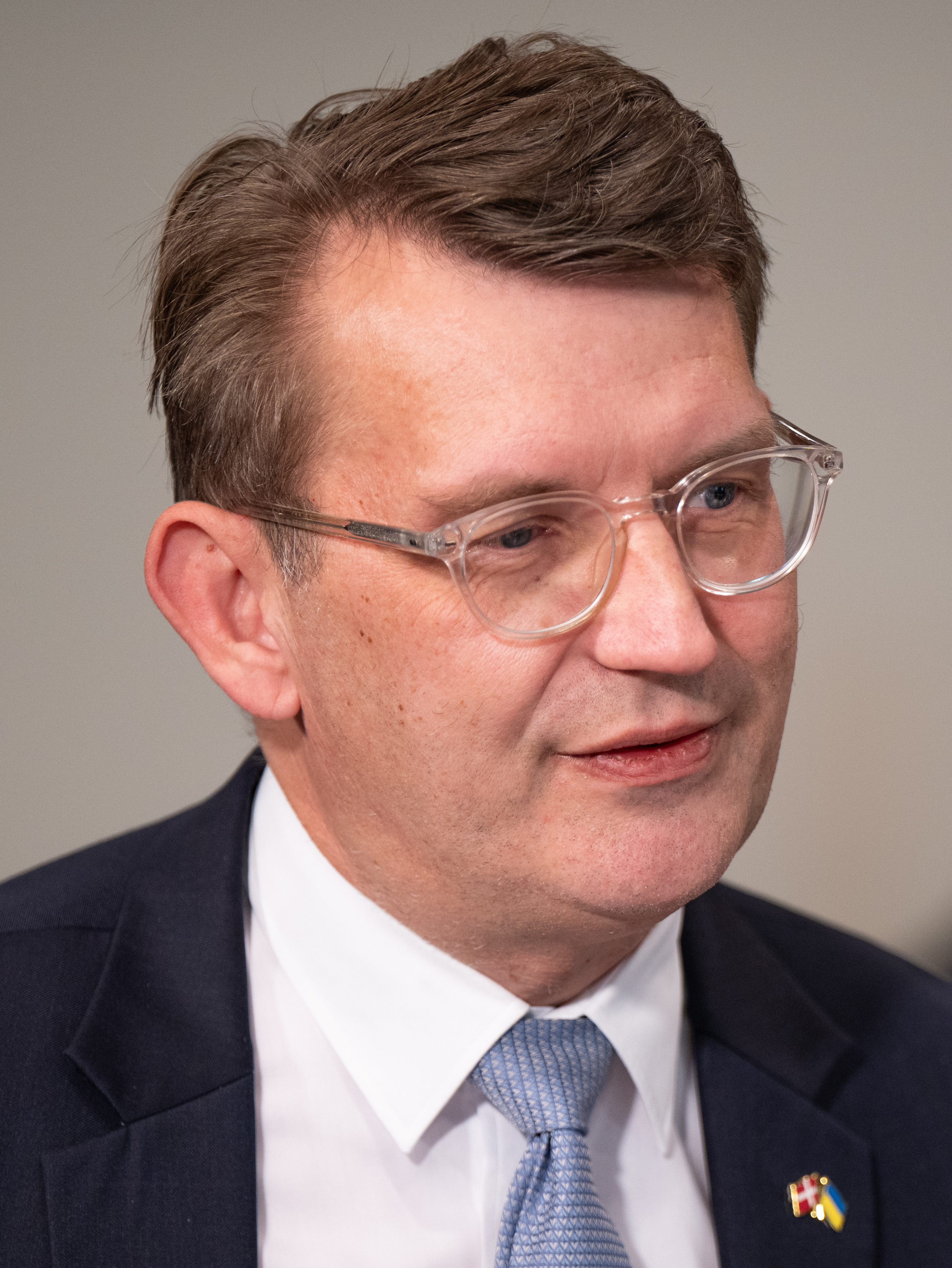
Troels Lund Poulsen (* 1976)

- Lund, Allan A. (* 1944), dänischer Altphilologe
- Lund, Anders (* 1985), dänischer Radrennfahrer
- Lund, Andreas Molbech († 1820), norwegischer Jurist, Kaufmann, Beamter und Inspektor in Grönland
- Lund, Anna (* 1990), schwedische Jazzmusikerin (Schlagzeug, Komposition)
- Lund, Art (1915–1990), US-amerikanischer Sänger und Schauspieler
- Lund, Arwid (* 1968), schwedischer Bibliotheks- und Informationswissenschaftler
- Lund, Børge (* 1979), norwegischer Handballspieler und -trainer
- Lund, Carl O. J. (1857–1936), dänischer Keramiker, Porträt- und Landschaftsmaler
- Lund, Carsten (* 1963), US-amerikanischer Informatiker
- Lund, Cecilie (1917–1999), grönländische Schriftstellerin, Dichterin, Musikerin, Übersetzerin, Lehrerin, Højskoleleiterin und Frauenrechtlerin
- Lund, Danica (* 1974), deutsche Mixed-Media Künstlerin
- Lund, Ebba (1923–1999), dänische Widerstandskämpferin im Zweiten Weltkrieg, Chemieingenieurin und Mikrobiologin
- Lund, Emma (* 1989), schwedische Fußballspielerin
- Lund, Erik (1893–1958), deutscher Filmregisseur, Filmproduzent und Filmmanager
- Lund, Erik (* 1979), norwegischer Rugbyspieler
- Lund, Eva (* 1971), schwedische Curlerin
- Lund, Flemming (* 1952), dänischer Fußballspieler
- Lund, Flemming C. (* 1975), dänischer Metal-GitarristFlemming C. Lund (* 1975)

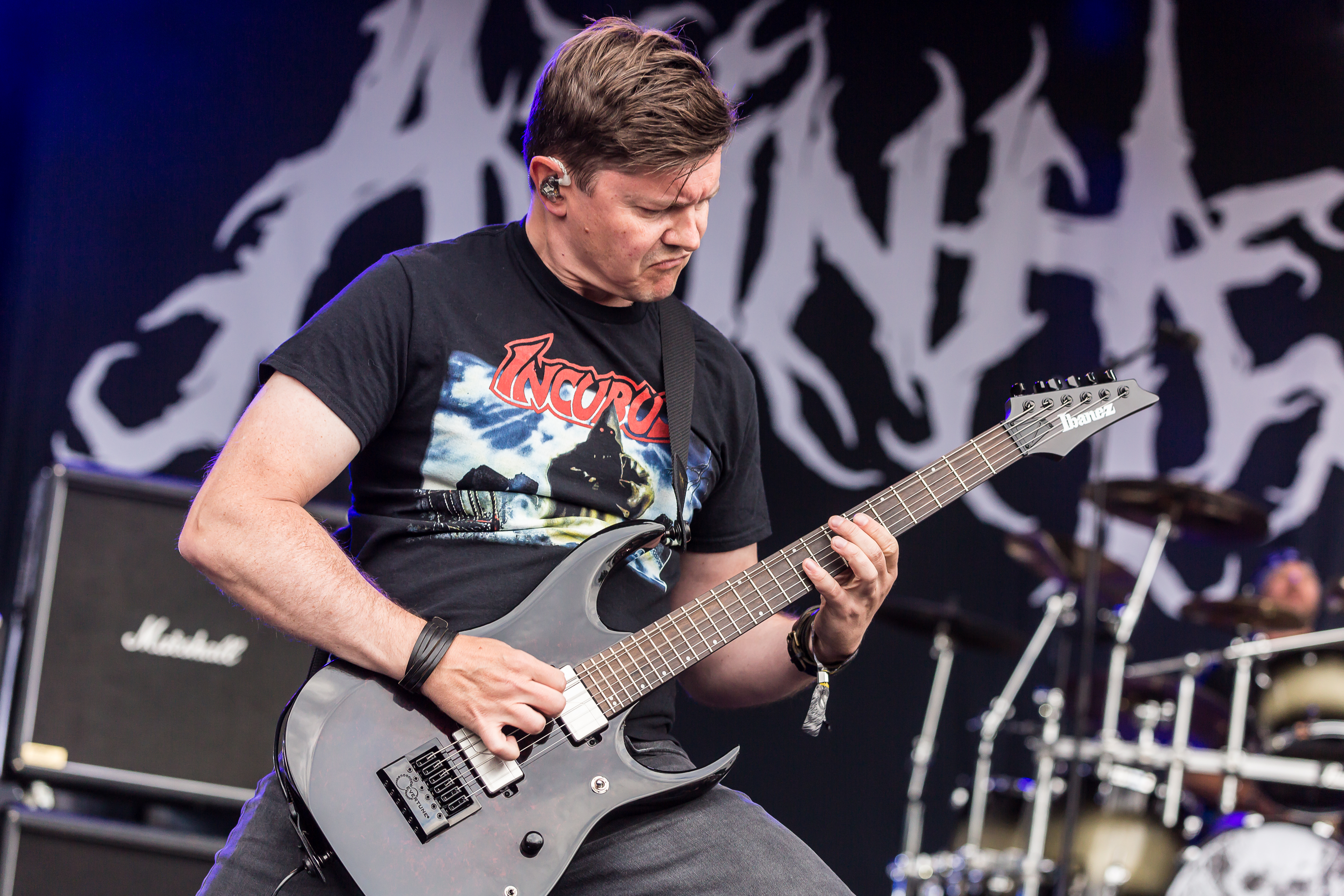
Flemming C. Lund (* 1975)

- Lund, Frederik Christian (1826–1901), dänischer Genre- und Porträtmaler
- Lund, Georg (1861–1932), deutscher Bildhauer
- Lund, Hakon (1928–2013), dänischer Bibliothekar, Architektur- und Kunsthistoriker
- Lund, Hans (1950–2009), US-amerikanischer Pokerspieler
- Lund, Heinz (1925–2016), deutscher Politiker (SPD), MdL
- Lund, Helge (* 1962), norwegischer Manager
- Lund, Henrik (1875–1948), grönländischer Dichter, Pastor, Katechet, Maler, Komponist und Landesrat
- Lund, Henrik (1879–1935), norwegischer Landschaftsmaler, Porträtmaler, Radierer und Lithograf
- Lund, Henrik (1939–2003), grönländischer Politiker (Siumut), Generalkonsul und Journalist
- Lund, Henrik (* 1960), dänischer Ingenieurwissenschaftler und Hochschullehrer an der Universität Aalborg
- Lund, Isak (1889–1974), grönländischer Katechet und Landesrat
- Lund, Isak (1902–1949), grönländischer Landesrat
- Lund, Ivan (1929–1992), australischer Fechter
- Lund, Jakob (1900–1979), grönländischer Katechet, Dichter, Komponist und Landesrat
- Lund, Johan Michael (1753–1824), Løgmaður der Färöer und Bürgermeister von Bergen
- Lund, Johann (1638–1686), lutherischer Pastor und Hebraist
- Lund, Johann Ludwig (1777–1867), deutsch-dänischer Maler
- Lund, John (1911–1992), US-amerikanischer SchauspielerJohn Lund (1911–1992)

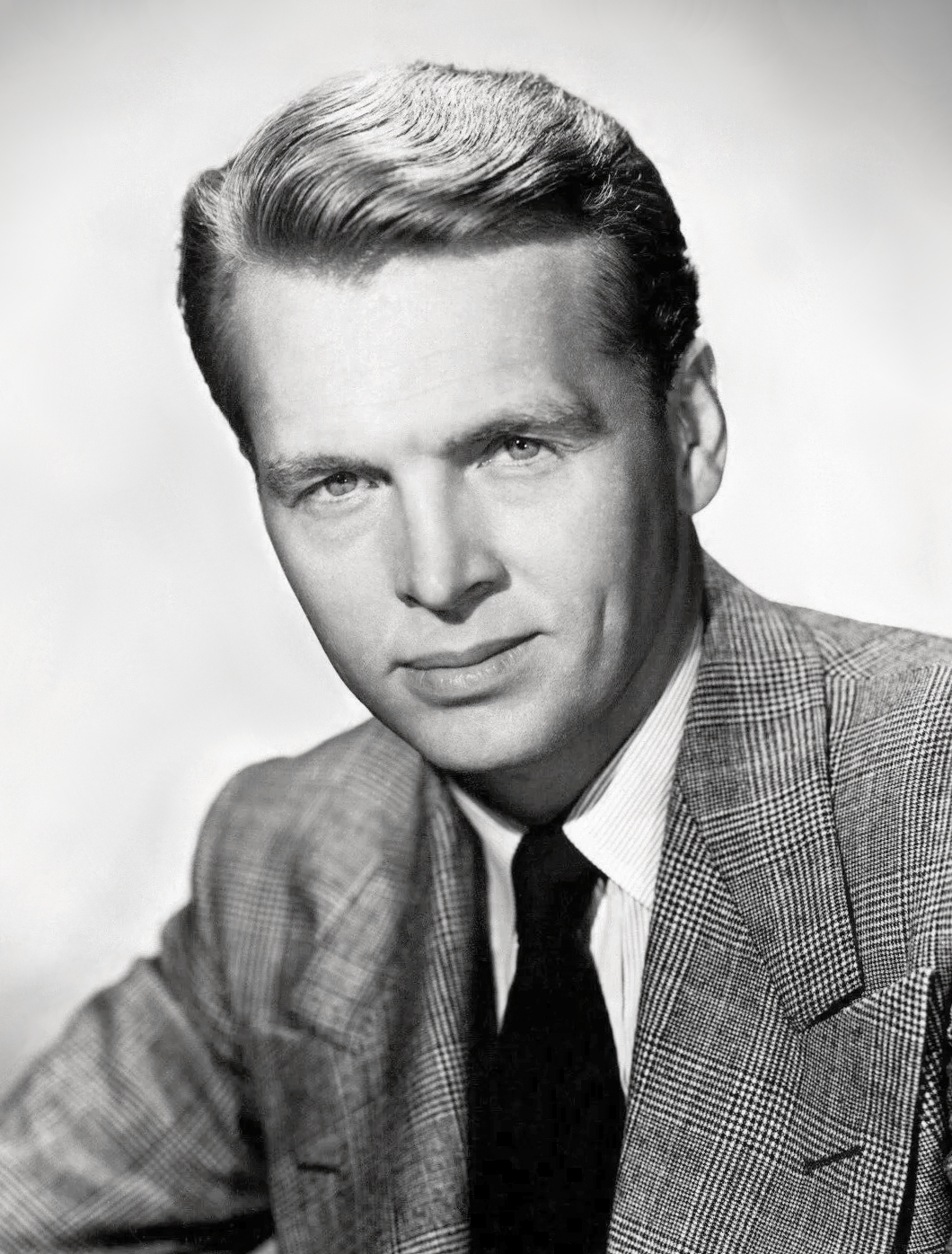
John Lund (1911–1992)

- Lund, Jon A. (* 1928), US-amerikanischer Anwalt und Politiker
- Lund, Jonas (* 1984), schwedischer Künstler
- Lund, Jørn (* 1944), dänischer Radrennfahrer
- Lund, Kalistat (* 1959), grönländischer Politiker (Inuit Ataqatigiit)
- Lund, Karl (1888–1942), finnischer Turner
- Lund, Karoline (* 1999), norwegische Handballspielerin
- Lund, Keld (* 1940), dänischer Bibliothekar
- Lund, Kiistat (1944–2017), grönländische Künstlerin
- Lund, Kristin (* 1958), norwegische Generalmajorin
- Lund, Kristoffer (* 2002), dänisch-US-amerikanischer Fußballspieler
- Lund, Lage (* 1977), norwegischer Jazzmusiker
- Lund, Lars Erik (* 1974), norwegischer Eishockeyspieler
- Lund, Lucas (* 2000), dänischer Fußballtorwart
- Lund, Marco (* 1996), dänischer Fußballspieler
- Lund, Maria (* 1983), finnische Sängerin und Schauspielerin
- Lund, Marit Bratberg (* 1997), norwegische Fußballspielerin
- Lund, Marita Skammelsrud (* 1989), norwegische Fußballspielerin
- Lund, Miilu Lars (1929–2015), grönländischer Eskimologe
- Lund, Morten (* 1972), dänischer Entrepreneur und Venture Capitalist
- Lund, Morten (* 1972), dänischer Jazzmusiker
- Lund, Otto Marling (1891–1956), britischer Generalleutnant
- Lund, Otto-Erich (1925–2019), deutscher Augenarzt
- Lund, Pentti (1925–2013), finnischer Eishockeyspieler
- Lund, Peter (* 1965), deutscher Theaterautor und -regisseur
- Lund, Peter Wilhelm (1801–1880), dänischer Zoologe und Paläontologe
- Lund, Pia (* 1963), deutsche Musikerin, Bildende Künstlerin
- Lund, Regina (* 1967), schwedische Schauspielerin
- Lund, Synnøve Macody (* 1976), norwegische Journalistin, Filmkritikerin, Model und Schauspielerin und RegisseurinSynnøve Macody Lund (* 1976)

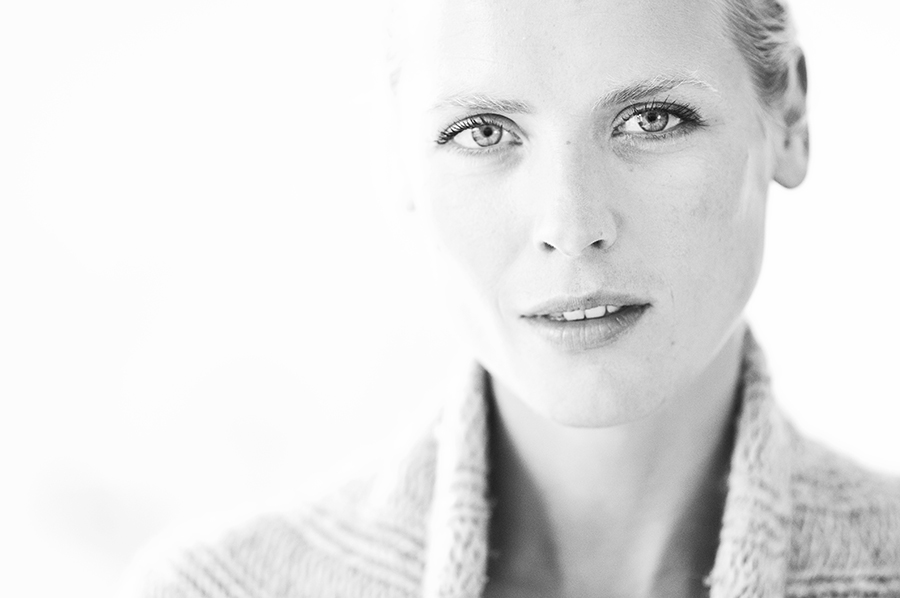
Synnøve Macody Lund (* 1976)

- Lund, Tamara (1941–2005), finnische Opernsängerin und Schauspielerin
- Lund, Theodore (1810–1895), dänisch-amerikanischer Miniatur- und Porträtmaler
- Lund, Thomas (* 1968), dänischer Badmintonspieler
- Lund, Thorleif (1880–1956), norwegischer Theater- und Filmschauspieler
- Lund, Tina (* 1981), dänische Reiterin
- Lund, Tobias Drevland (* 1996), norwegischer Politiker
- Lund, Tor (1888–1972), norwegischer Turner
- Lund, Torben (* 1950), dänischer Politiker, Mitglied des Folketing, MdEP
- Lund, Valdemar (* 2003), dänischer Fußballspieler
- Lund, Valdus (1895–1962), schwedischer Fußballspieler
- Lund, Willy, schwedischer Badmintonspieler
- Lund, Zach (* 1979), US-amerikanischer Skeletonfahrer
- Lund, Zacharias (1608–1667), deutschsprachiger Dichter
- Lund, Zoë (1962–1999), amerikanische Schauspielerin und Drehbuchautorin
- Lund-Quist, Carl (1908–1965), US-amerikanischer lutherischer Theologe schwedischer Abstammung
- Lund-Sørensen, Henning (* 1942), dänischer Fußballschiedsrichter

#### Lunda
- Lunda, Elena (1901–1941), italienische Stummfilmschauspielerin
- Lunda, Kathryn Ann (* 1957), US-amerikanische Eisschnellläuferin
- Lundahl, Amélie (1850–1914), finnische Malerin
- Lundahl, Arthur C. (1915–1992), US-amerikanischer Nachrichtendienstler
- Lundahl, Eskil (1905–1992), schwedischer Schwimmer
- Lundahl, Harry (1905–1988), schwedischer Fußballspieler
- Lundahl, Karoliina (* 1968), finnische Gewichtheberin
- Lundák, Jiří (* 1939), tschechoslowakischer Ruderer
- Lundán, Reko (1969–2006), finnischer Schriftsteller, Dramatiker und Theaterregisseur
- Lundanes, Olav (* 1987), norwegischer Orientierungsläufer
- Lunday, Kevin (* 1965), US-amerikanischer AdmiralKevin Lunday (* 1965)

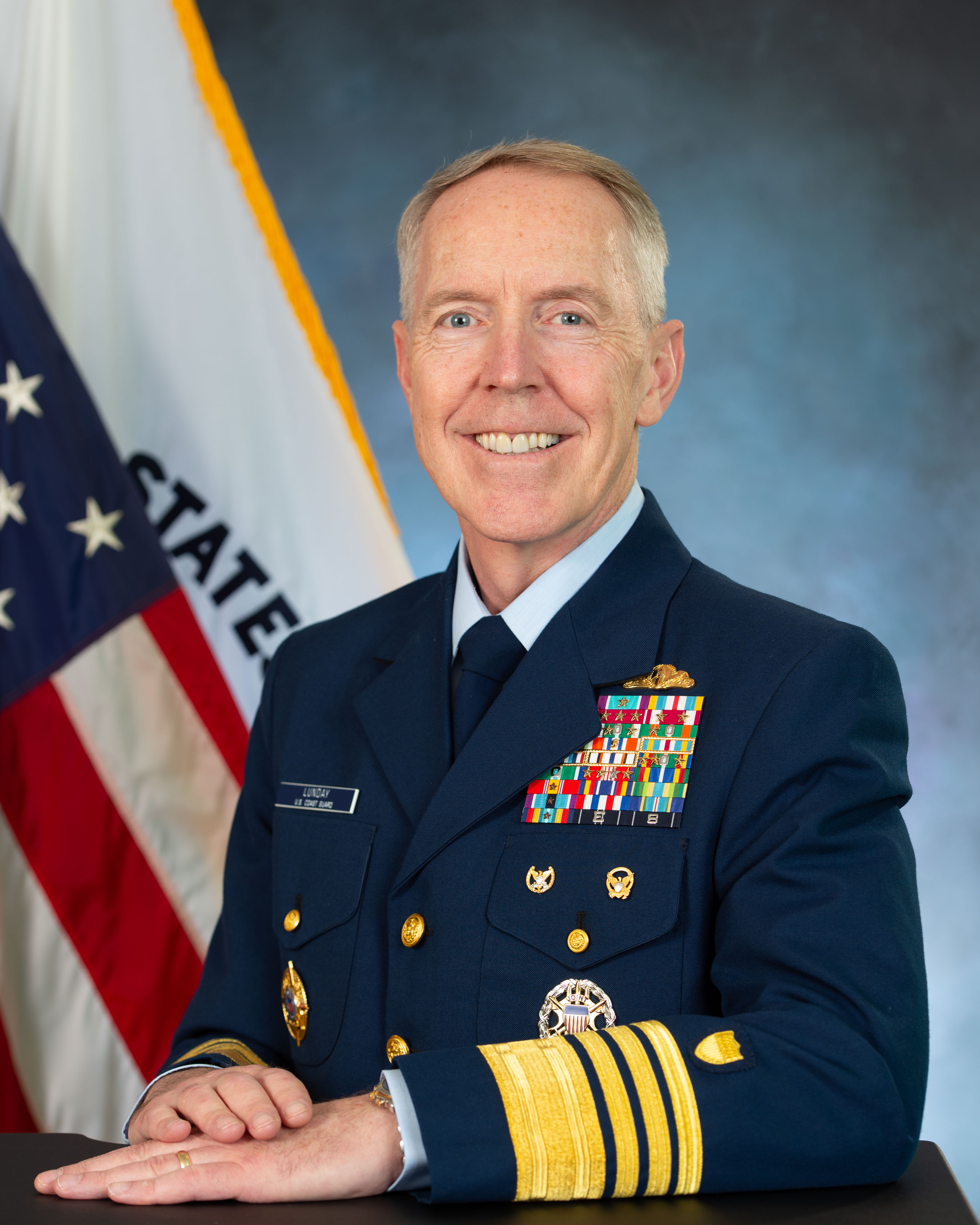
Kevin Lunday (* 1965)

#### Lundb
- Lundbäck, Gustav (* 1993), schwedischer Skirennläufer
- Lundbäck, Sven-Åke (* 1948), schwedischer Skilangläufer
- Lundbeck, William (1863–1941), dänischer Entomologe
- Lundberg, Amadeus (* 1989), finnischer Sänger und Tangokönig
- Lundberg, Britt (* 1963), finnische Politikerin
- Lundberg, Emelie (* 1993), schwedische Fußballspielerin
- Lundberg, Emil (* 1982), schwedischer Eishockeyspieler
- Lundberg, Emma (1869–1953), schwedische Künstlerin und Landschaftsgärtnerin
- Lundberg, Erik (1907–1987), schwedischer Volkswirt und Ökonom
- Lundberg, Fred Børre (* 1969), norwegischer Nordischer Kombinierer
- Lundberg, Fredrik (* 1951), schwedischer Unternehmer
- Lundberg, Gabriel (* 1994), dänischer Basketballspieler
- Lundberg, George Andrew (1895–1966), US-amerikanischer Soziologe
- Lundberg, Jan-Åke (* 1954), schwedischer Fußballspieler
- Lundberg, John G. (* 1942), US-amerikanischer Ichthyologe
- Lundberg, Johnny (* 1982), schwedischer Fußballspieler
- Lundberg, Kristina (* 1985), schwedische Eishockeyspielerin
- Lundberg, Lennart Arvid (1863–1931), schwedischer Pianist, Komponist und Musikpädagoge
- Lundberg, Lotta (* 1961), schwedische Schriftstellerin
- Lundberg, Lucie (1908–1983), schwedische Kinderbuchillustratorin
- Lundberg, Magnus (* 1972), schwedischer Kirchenhistoriker
- Lundberg, Martin (* 1990), schwedischer Eishockeyspieler
- Lundberg, Odd (1917–1983), norwegischer Eisschnellläufer
- Lundberg, Peter (* 1961), US-amerikanischer Bildhauer
- Lundberg, Ragnar (1924–2011), schwedischer Leichtathlet
- Lundberg, Sigfrid (1895–1979), schwedischer Radrennfahrer
- Lundberg, Sofia (* 1974), schwedische Schriftstellerin
- Lundberg, Ulla-Lena (* 1947), finnlandschwedische Schriftstellerin
- Lundberg, Viktor (* 1991), schwedischer Fußballspieler
- Lundblad Törmä, Rafael (* 2002), schwedisch-kolumbianischer Skilangläufer
- Lundblad, Janne (1877–1940), schwedischer Dressurreiter
- Lundblad, Lars (* 1900), grönländischer Landesrat
- Lundblad, Peter (1887–1930), grönländischer Landesrat
- Lundblad, Victoria (* 1952), US-amerikanische Molekular- und Zellbiologin
- Lundbohm, David (* 1979), US-amerikanischer Eishockeyspieler
- Lundborg, Einar (1896–1931), schwedischer Flieger
- Lundborg, Herman (1868–1943), schwedischer Rassentheoretiker
- Lundby, Maren (* 1994), norwegische SkispringerinMaren Lundby (* 1994)

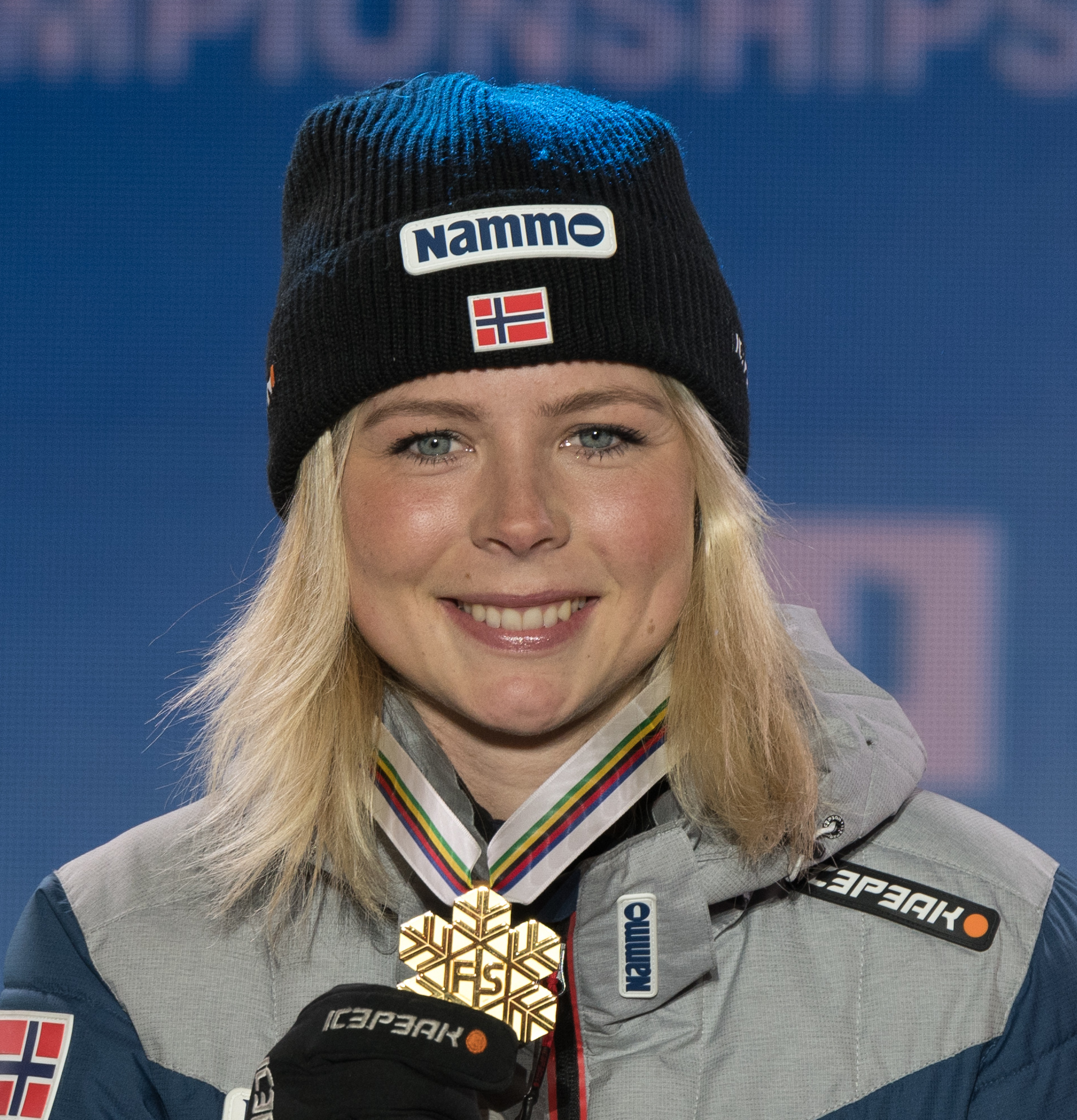
Maren Lundby (* 1994)

- Lundby-Wedin, Wanja (* 1952), schwedische Gewerkschafterin
- Lundbye, Carl (1812–1873), dänischer Artillerieoffizier und Kriegsminister
- Lundbye, Johan Thomas (1818–1848), dänischer Maler
- Lundbye, Vagn (1933–2016), dänischer Schriftsteller

#### Lunde
- Lunde Haraldsen, Katrine (* 1980), norwegische Handballspielerin
- Lunde, Anders Christian (1809–1886), dänischer Landschaftsmaler
- Lunde, Darrin P. (* 1969), US-amerikanischer Mammaloge, Sachbuchautor und Museumsmitarbeiter
- Lunde, Eduard († 1853), deutscher Verwaltungsjurist
- Lunde, Erich Melchior (1672–1726), deutscher lutherischer Theologe und Generalsuperintendent
- Lunde, Eugen (1887–1963), norwegischer Segler
- Lunde, Gulbrand (1901–1942), norwegischer Chemiker und Politiker
- Lunde, Heidi Nordby (* 1973), norwegische Politikerin (Høyre)
- Lunde, Jonas von (1581–1649), deutscher Ratsherr und Halbmeier
- Lunde, Knut (1905–1960), norwegischer Nordischer Kombinierer
- Lunde, Lars (* 1964), dänischer Fußballspieler und -trainer
- Lunde, Maja (* 1975), norwegische Schriftstellerin und DrehbuchautorinMaja Lunde (* 1975)

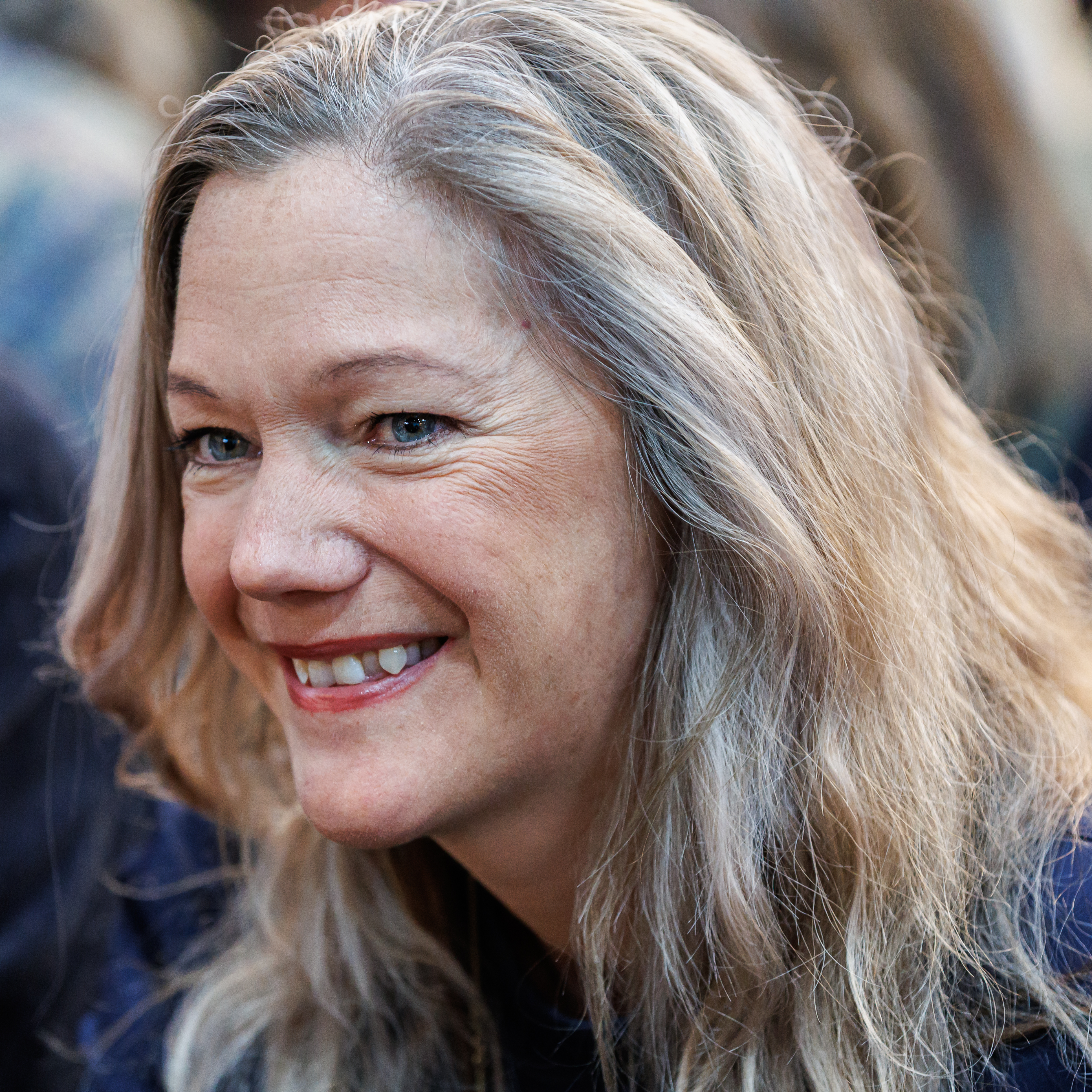
Maja Lunde (* 1975)

- Lunde, Peder junior (* 1942), norwegischer Segler
- Lunde, Peder senior (1918–2009), norwegischer Segler
- Lunde, Sigurd (1916–2006), norwegischer Bischof, Komponist, Schriftsteller
- Lunde, Stein Erik (* 1953), norwegischer Autor und Lehrer
- Lunde, Vibeke (1921–1962), norwegische Seglerin
- Lunde-Borgersen, Kristine (* 1980), norwegische Handballspielerin und -trainerin
- Lundeberg, Åke (1888–1939), schwedischer Sportschütze
- Lundeberg, Christian (1842–1911), schwedischer Politiker, Mitglied des Riksdag und Ministerpräsident
- Lundeberg, Folke (1878–1952), schwedischer Tiefbauingenieur
- Lundeen, Ernest (1878–1940), US-amerikanischer Politiker
- Lundegårdh, Henrik (1888–1969), schwedischer Botaniker
- Lundekvam, Claus (* 1973), norwegischer Fußballspieler
- Lundelius, Ernest L., Jr. (* 1927), US-amerikanischer Wirbeltier-Paläontologe
- Lundell, Agnes (1878–1936), finnische Rechtsanwältin
- Lundell, Anton (* 2001), finnischer Eishockeyspieler
- Lundell, Jan (* 1963), schwedischer Poolbillardspieler
- Lundell, Jan (* 1973), finnischer Eishockeytorwart
- Lundell, Ulf (* 1949), schwedischer Schriftsteller, Rocksänger, Songschreiber, Maler und Poet
- Lundemo, Magnar (1938–1987), norwegischer Skilangläufer
- Lunden, Eldrid (* 1940), norwegische Schriftstellerin
- Lunden, Hannu (* 1947), finnischer Eishockeyspieler
- Lundén, Humbert (1882–1961), schwedischer Segler
- Lunden, Joan (* 1950), US-amerikanische Journalistin
- Lundén, Jonas (* 1980), schwedischer Fußballspieler
- Lunden, René (1902–1942), belgischer Bobsportler
- Lundeng, Susanne (* 1969), norwegische Folkmusikerin (Geige, Gesang, Komposition)
- Lundequist, Gerda (1871–1959), schwedische Schauspielerin
- Lunder, Eirik (* 1999), norwegischer Radrennfahrer
- Lunder, Emma (* 1991), kanadische Biathletin
- Lunderskov, Lasse (* 1947), dänischer Schauspieler, Musiker und Sänger
- Lunderstädt, Reinhart (* 1939), deutscher Ingenieurwissenschaftler
- Lunderup, Rebecca (* 1994), deutsche Studentin
- Lundestad, Geir (1945–2023), norwegischer Historiker und Sekretär des norwegischen Nobel-Komitees
- Lundeström, Isac (* 1999), schwedischer Eishockeyspieler
- Lundevall, Hugo (1892–1949), schwedischer Schwimmer
- Lundevall, Tarald (* 1948), norwegischer Architekt und Hochschullehrer

#### Lundg
- Lundgaard Hansen, Martin (* 1972), dänischer Badmintonspieler
- Lundgaard, Christian (* 2001), dänischer Automobilrennfahrer
- Lundgaard, Jesper (* 1954), dänischer Jazz-Bassist
- Lundgaard, Sofie (* 2002), dänische Fußballspielerin
- Lundgreen, Christoph (* 1980), deutscher Althistoriker
- Lundgreen, Nikoline (* 1998), dänische Handballspielerin
- Lundgreen, Peter (1936–2015), deutscher Wissenschaftshistoriker und Hochschullehrer
- Lundgreen, Siff (* 1993), dänische Schauspielerin
- Lundgren Kristensen, Preben (1923–1986), dänischer Radrennfahrer
- Lundgren, Anders (1898–1964), norwegischer Segler
- Lundgren, Andrea (* 1986), schwedische Schriftstellerin und Literaturkritikerin
- Lundgren, Dolph (* 1957), schwedischer Kyokushin-Meister sowie Schauspieler und Regisseur von ActionfilmenDolph Lundgren (* 1957)

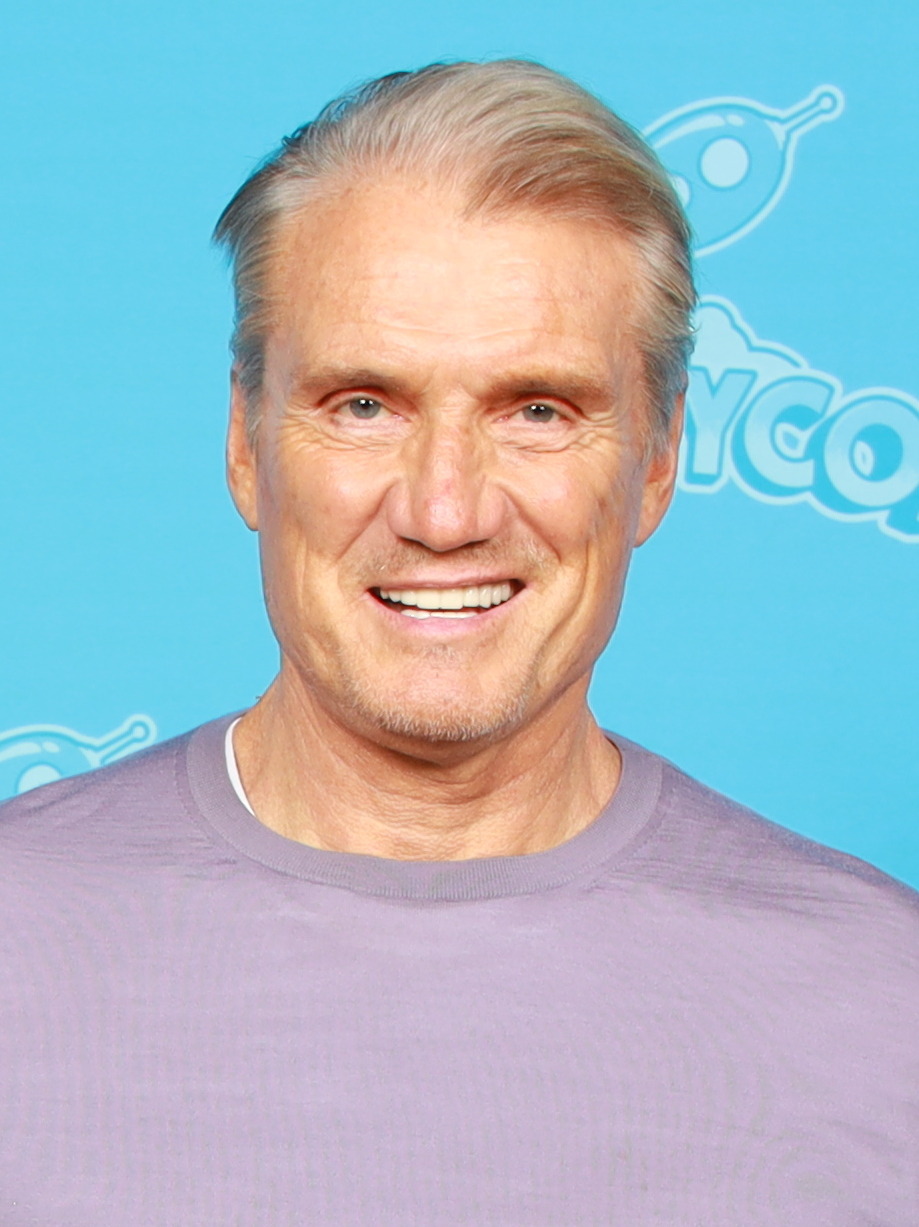
Dolph Lundgren (* 1957)

- Lundgren, Egron (1815–1875), schwedischer Maler und Schriftsteller
- Lundgren, Eva (* 1947), schwedische Feministin und Soziologin
- Lundgren, Fredrik (* 1979), schwedischer Fußballspieler
- Lundgren, Gillis (1929–2016), schwedischer Designer
- Lundgren, Isabella (* 1987), schwedische Jazzsängerin und Theologin
- Lundgren, Jan (* 1966), schwedischer JazzpianistJan Lundgren (* 1966)

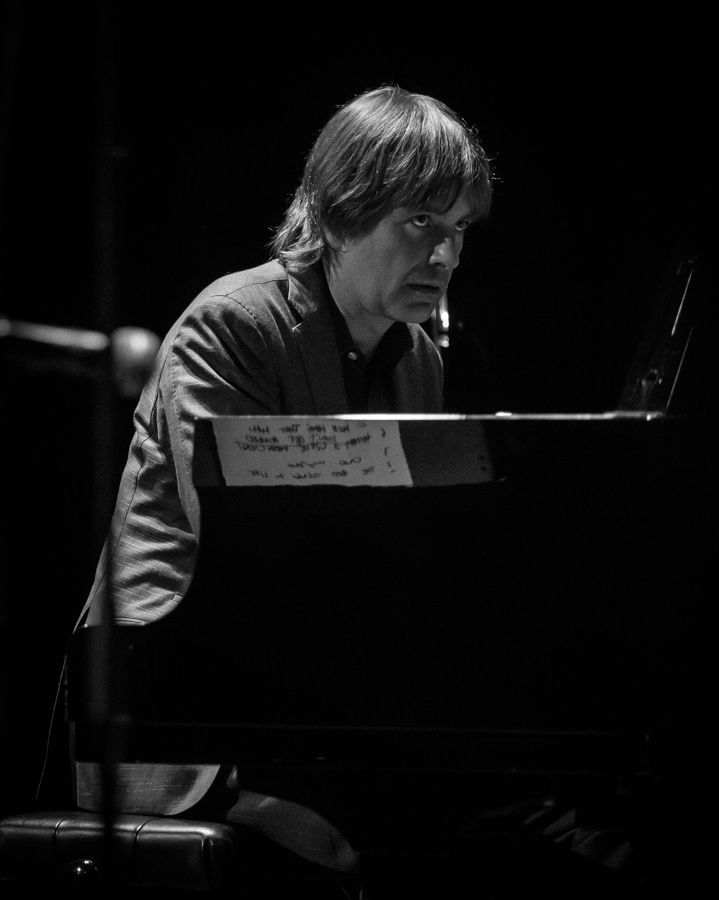
Jan Lundgren (* 1966)

- Lundgren, Jeffrey (1950–2006), US-amerikanischer Sektenführer und selbsternannter Prophet
- Lundgren, Johan (* 1966), schwedischer Geschäftsmann
- Lundgren, John (1940–2024), dänischer Radrennfahrer
- Lundgren, John (* 1968), schwedischer Opernsänger im Stimmfach dramatischer Bariton
- Lundgren, Karin (1895–1977), schwedische Schwimmerin
- Lundgren, Karin (* 1944), schwedische Sprinterin
- Lundgren, Kim (* 1942), US-amerikanischer Pilot
- Lundgren, Malin (* 1967), schwedische Fußballspielerin
- Lundgren, Max (1937–2005), schwedischer Kinder- und Jugendbuchschriftsteller und Drehbuchautor
- Lundgren, Moa (* 1998), schwedische Skilangläuferin
- Lundgren, Nils (* 1936), schwedischer Wirtschaftswissenschaftler und Politiker (Junilistan), MdEP
- Lundgren, Olof (* 1997), schwedischer Skispringer
- Lundgren, Per Axel (1911–2002), schwedischer Filmarchitekt
- Lundgren, Peter (* 1963), schwedischer Politiker
- Lundgren, Peter (1965–2024), schwedischer Tennisspieler und TennistrainerPeter Lundgren (1965–2024)

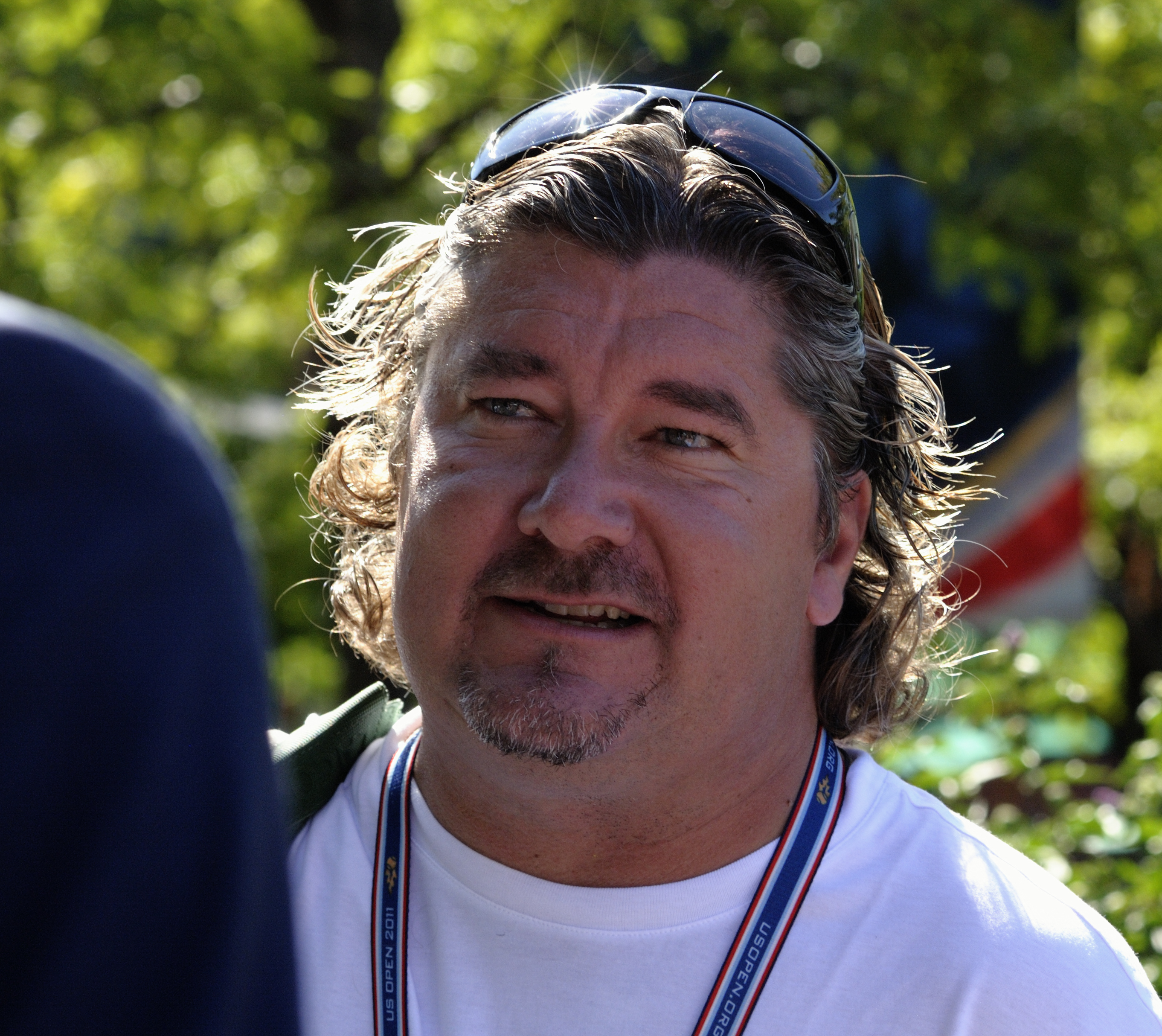
Peter Lundgren (1965–2024)

- Lundgren, Sofia (* 1982), schwedische Fußballspielerin
- Lundgren, Sven (1896–1960), schwedischer Mittel- und Langstreckenläufer
- Lundgren, Sven-Olof (1908–1946), schwedischer Skispringer
- Lundgren, Thomas, US-amerikanischer Ingenieurwissenschaftler
- Lundgren, Thomas (* 1956), schwedischer Skispringer

#### Lundh
- Lundh, Daniel (* 1994), französisch-schwedischer Schauspieler und Schriftsteller
- Lundh, Jonas (* 1965), schwedischer Maler
- Lundh, Nils (1921–2005), schwedischer Skispringer
- Lundh, Patrik (* 1988), schwedischer Eishockeyspieler
- Lundh, Tommy (* 1948), schwedischer Fußballspieler
- Lundh, Yngve (1924–2017), schwedischer Radrennfahrer
- Lundholdt, Julie Wendel (* 1983), dänische Snowboarderin
- Lundholm, Anja (1918–2007), deutsche Schriftstellerin
- Lundholm, Bengt (* 1955), schwedischer Eishockeyspieler
- Lundholm, Ulla (* 1957), finnische Diskuswerferin

#### Lundi
- Lundi, Monika (1941–2025), deutsche Schauspielerin
- Lundigan, William (1914–1975), US-amerikanischer Schauspieler
- Lundin, Anders (* 1958), schwedischer Fernsehmoderator
- Lundin, Augusta (1840–1919), schwedische Modemacherin
- Lundin, Cody (* 1967), US-amerikanischer Abenteurer und Survival-AusbilderCody Lundin (* 1967)

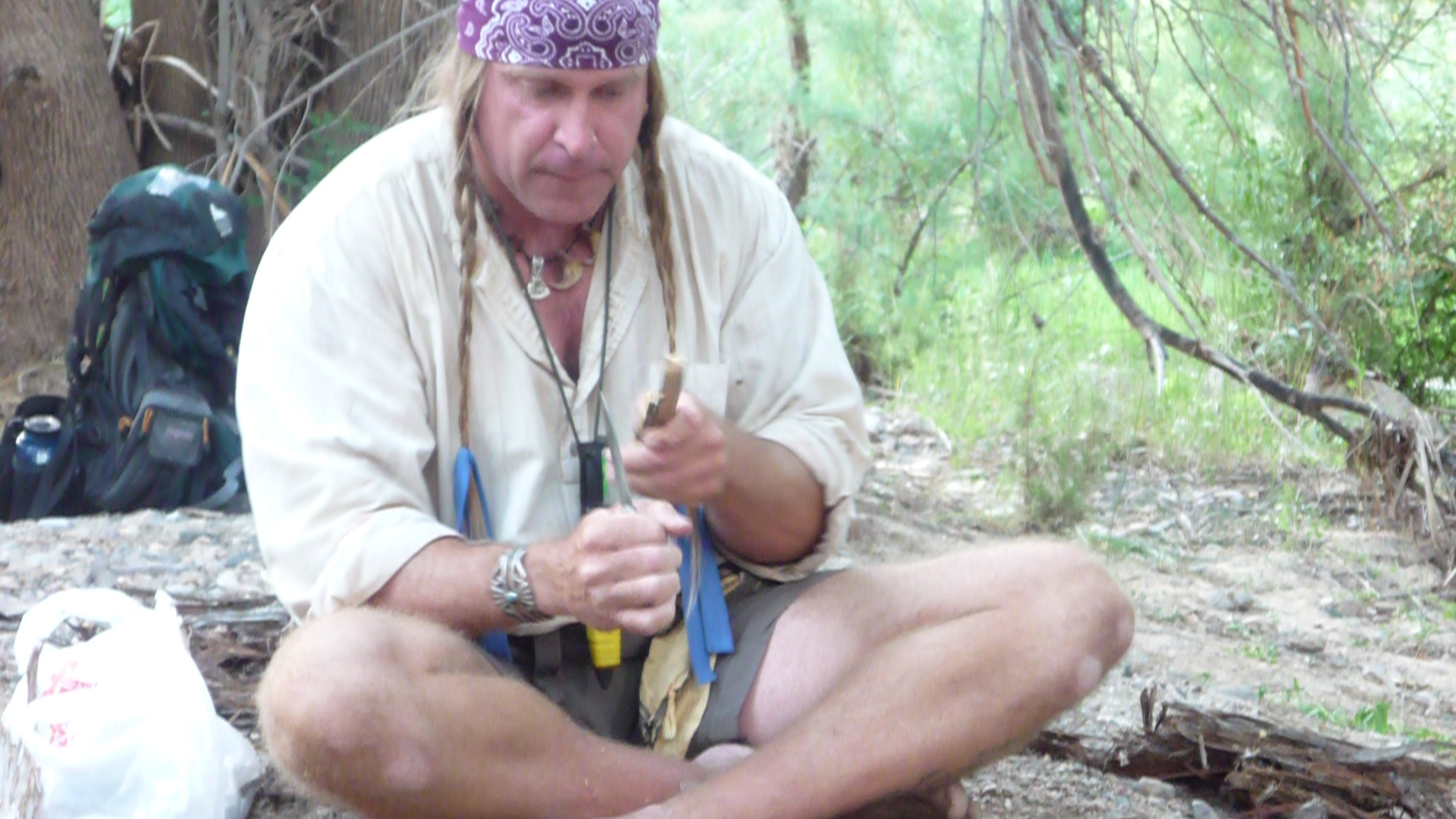
Cody Lundin (* 1967)

- Lundin, Erik (1904–1988), schwedischer Schachspieler
- Lundin, Frederick (1868–1947), US-amerikanischer Politiker
- Lundin, Fredrik (* 1963), dänischer Jazzsaxophonist und -flötist
- Lundin, Kristian (* 1973), schwedischer Produzent und Komponist von Popmusik
- Lundin, Mike (* 1984), US-amerikanischer Eishockeyspieler
- Lundin, Oscar (* 1988), schwedischer Unihockeytrainer
- Lundin, Pål (* 1964), schwedischer Fußball-Torwart
- Lundin, Peter (* 1972), dänischer Mörder
- Lundin, Stefan (* 1955), schwedischer Fußballspieler und -trainer
- Lundin, Sten (1931–2016), schwedischer Motocross-, Enduro- und Rallye-Fahrer
- Lundin, Tage (1933–2019), schwedischer Biathlet
- Lundin, Therese (* 1979), schwedische Fußballspielerin
- Lundin, Thomas (* 1961), schwedischer Fußballspieler
- Lundin, Victor (1930–2013), US-amerikanischer Schauspieler, Drehbuchautor und Filmproduzent
- Lundin, Walter (1892–1954), US-amerikanischer Kameramann
- Lundin, William (* 1992), schwedischer Fußballtrainer
- Lundine, Stan (* 1939), US-amerikanischer Politiker
- Lunding, Hans Mathiesen (1899–1984), dänischer Offizier, Geheimdienstmitarbeiter und OlympiateilnehmerHans Mathiesen Lunding (1899–1984)

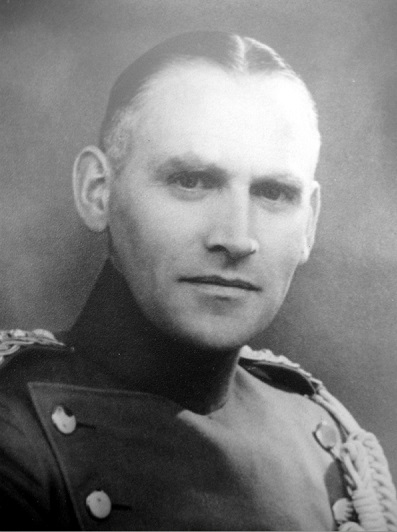
Hans Mathiesen Lunding (1899–1984)

- Lunding, Kasper (* 1999), dänischer Fußballspieler

#### Lundk
- Lundkvist, Artur (1906–1991), schwedischer Schriftsteller, Dichter und Literaturkritiker
- Lundkvist, Gunnar (* 1958), schwedischer Verfasser und Comiczeichner
- Lundkvist, Hanna (* 2002), schwedische Fußballspielerin
- Lundkvist, Nils (* 2000), schwedischer Eishockeyspieler
- Lundkvist, Ulf (* 1952), schwedischer Künstler, Zeichner, Maler

#### Lundm
- Lundman, Bertil (1899–1993), schwedischer Anthropologe
- Lundmark, Anne (* 1951), schwedische Orientierungsläuferin
- Lundmark, Beatrice (* 1980), italienisch-schweizerische Leichtathletin
- Lundmark, Jamie (* 1981), kanadischer Eishockeyspieler, -trainer und -funktionär
- Lundmark, Jason (* 1984), kanadischer Eishockeyspieler
- Lundmark, Knut (1889–1958), schwedischer Astronom
- Lundmark, Micael (1986–2023), schwedischer Snowboarder
- Lundmark, Susanne, schwedische Fußballspielerin
- Lundmark, Thomas C. (* 1949), US-amerikanischer Rechtsanwalt und Rechtswissenschaftler
- Lundme, Tomas Lagermand (* 1973), dänischer Autor und Künstler

#### Lundo
- Lundorp, Michael Caspar († 1629), deutscher Historiker und Schriftsteller

#### Lundq
- Lundquist, Bryan (* 1985), US-amerikanischer Schwimmer
- Lundquist, Evert (1900–1979), schwedischer Fußballspieler
- Lundquist, Gösta (1892–1944), schwedischer Segler
- Lundquist, Kurt (1925–2011), schwedischer Sprinter
- Lundquist, Lisbet (* 1943), dänische Film- und Theaterschauspielerin
- Lundquist, Marianne (1931–2020), schwedische Schwimmerin
- Lundquist, Steve (* 1961), US-amerikanischer Schwimmer und Schauspieler
- Lundquist, Sven (1920–2007), schwedischer Sportschütze
- Lundquist, Torbjörn Iwan (1920–2000), schwedischer Komponist und Dirigent
- Lundqvist, Anders (* 1951), schwedischer Skispringer
- Lundqvist, Anna (* 1977), schwedische Jazzmusikerin (Gesang, Komposition)
- Lundqvist, Anton (* 1989), schwedischer Musical- und Filmschauspieler
- Lundqvist, Bengt (1922–1953), schwedischer Chemiker
- Lundqvist, Erik (1896–1961), schwedischer Sportschütze
- Lundqvist, Erik (1908–1963), schwedischer Leichtathlet
- Lundqvist, Eva, schwedische Squashspielerin
- Lundqvist, Fredric (* 1976), schwedischer Fußballspieler
- Lundqvist, Henrik (* 1982), schwedischer EishockeytorwartHenrik Lundqvist (* 1982)

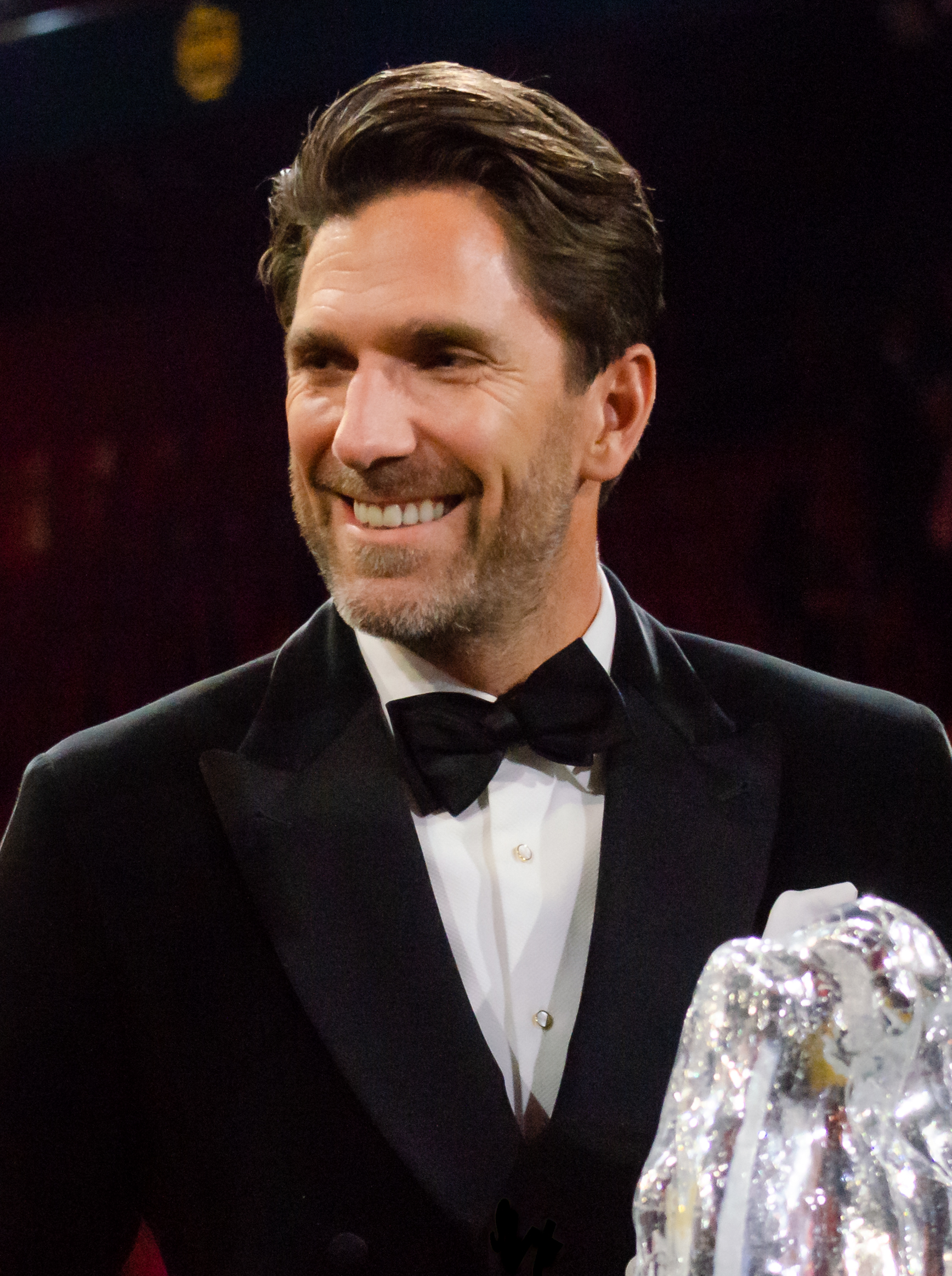
Henrik Lundqvist (* 1982)

- Lundqvist, Jan-Erik (* 1937), schwedischer Tennisspieler
- Lundqvist, Jens (* 1979), schwedischer Tischtennisspieler
- Lundqvist, Joel (* 1982), schwedischer Eishockeyspieler
- Lundqvist, Karin (* 1981), schwedische Beachvolleyballspielerin
- Lundqvist, Kent (* 1957), schwedischer Fußballspieler
- Lundqvist, Kurt (1914–1976), schwedischer Leichtathlet
- Lundqvist, Linus (* 1999), schwedischer Automobilrennfahrer
- Lundqvist, Maria (* 1963), schwedische Schauspielerin
- Lundqvist, Patrik (* 1991), schwedischer Badmintonspieler
- Lundqvist, Per (* 1951), schwedischer Eishockeyspieler
- Lundqvist, Ramon (* 1997), schwedischer Fußballspieler

#### Lunds
- Lundstedt Andersson, Ingegerd, schwedische Fußballspielerin
- Lundstedt, Anders Vilhelm (1882–1955), schwedischer Rechtsphilosoph
- Lundstedt, Andreas (* 1972), schwedischer Popsänger und MusicaldarstellerAndreas Lundstedt (* 1972)

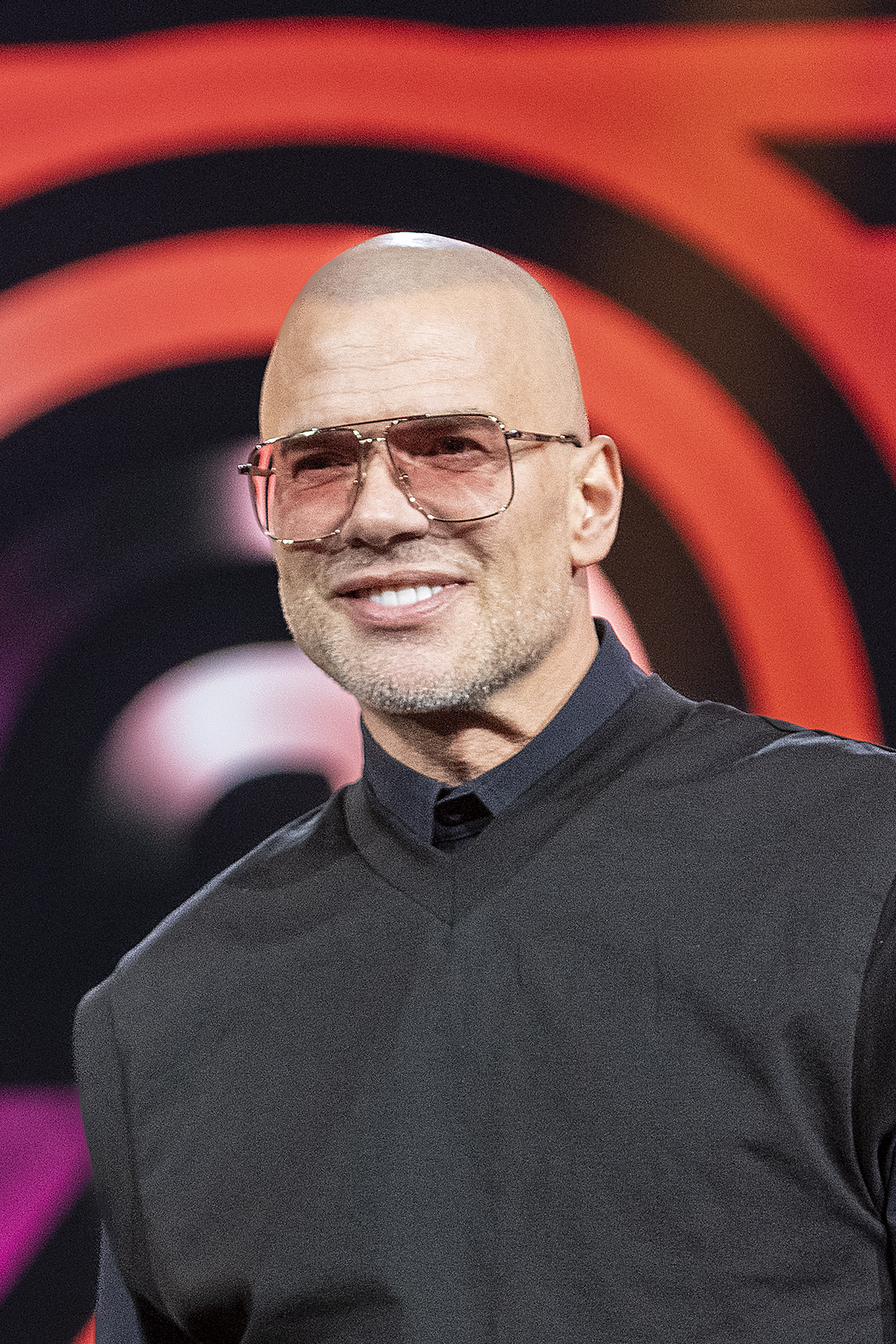
Andreas Lundstedt (* 1972)

- Lundstedt, Martin (* 1967), schwedischer Manager, Vorstandsvorsitzender der Scania AB
- Lundsteen, Poul Hugo (1910–1988), dänischer Jurist, Beamter und Landshøvding von Grönland
- Lundstram, John (* 1994), englischer Fußballspieler
- Lundstrem, Oleg (1916–2005), russischer Jazz-Musiker
- Lundström, Åge (1890–1975), schwedischer Springreiter
- Lundström, Alexandra (* 1998), schwedische Handballspielerin
- Lundström, Annika (* 2000), finnische Tischtennisspielerin
- Lundström, Åsa (* 1984), schwedische Triathletin
- Lundström, Birgit (1911–2007), schwedische Diskuswerferin
- Lundström, Carl (1960–2025), schwedischer UnternehmerCarl Lundström (1960–2025)

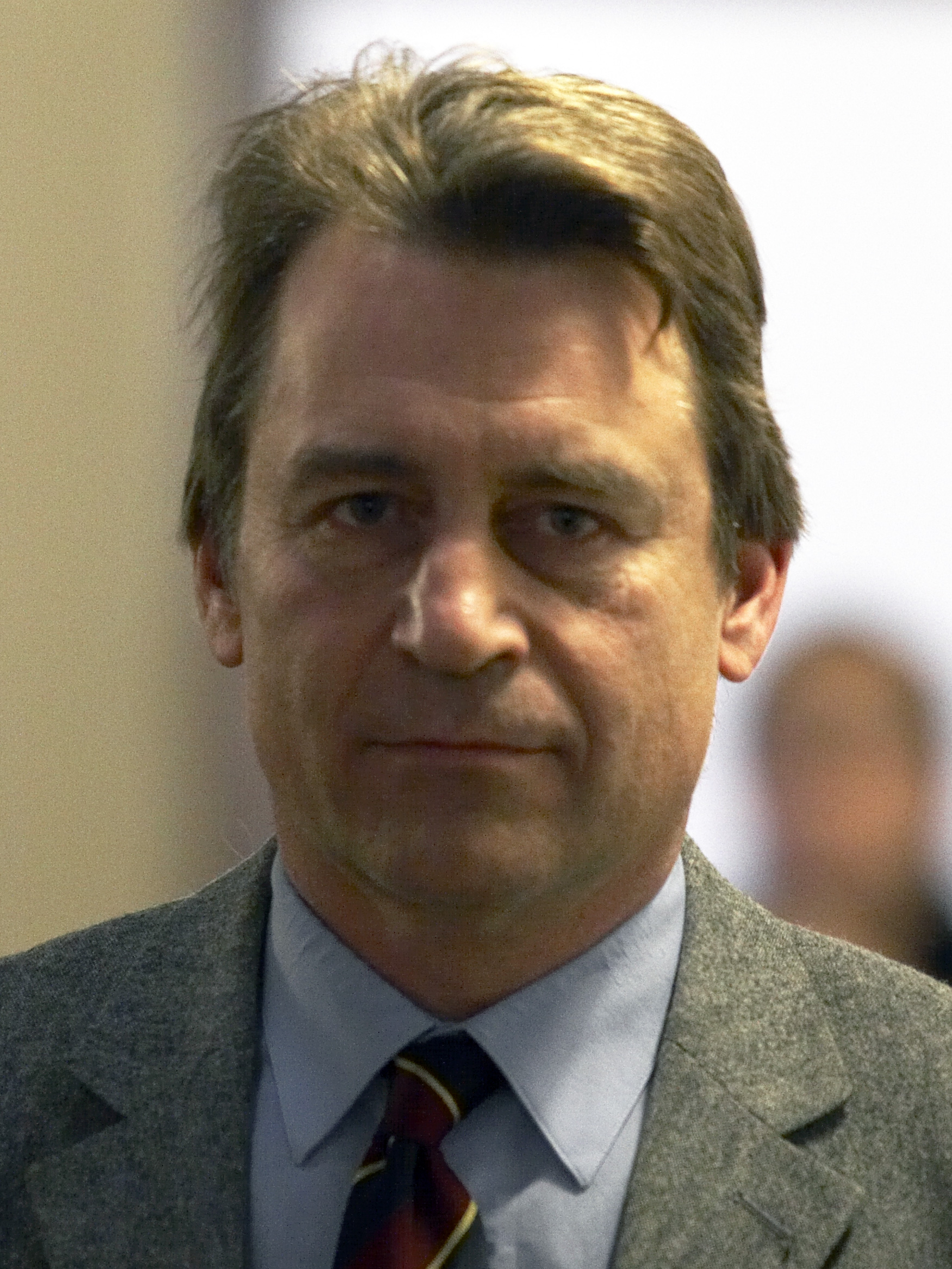
Carl Lundström (1960–2025)

- Lundström, Carl Frans (1823–1917), schwedischer Händler in der Zündholzindustrie
- Lundström, Göran (* 1967), schwedischer Maskenbildner
- Lundström, Henrik (* 1979), schwedischer Handballspieler
- Lundström, Herman (1858–1917), schwedischer Theologe und Kirchenhistoriker
- Lundström, Klas (1889–1951), schwedischer Langstreckenläufer
- Lundstrom, Mark S. (* 1951), US-amerikanischer Hochschullehrer auf dem Gebiet der Halbleiter
- Lundström, Martin (1918–2016), schwedischer Skilangläufer
- Lundström, Mathilda (* 1996), schwedische Handballspielerin
- Lundström, Niklas (* 1993), schwedischer Eishockeytorwart
- Lundström, Per-Anton (* 1977), schwedischer Eishockeyspieler

#### Lundt
- Lundt, Bea (* 1950), deutsche Historikerin
- Lundt, Grete (1892–1926), österreichische Schauspielerin
- Lundt, Jakob (* 1986), deutscher Autor und TV-Producer
- Lundt, Werner (1859–1938), deutscher Architekt
- Lundteigen, Per Olaf (* 1953), norwegischer Politiker und Landwirt

#### Lundu
- Lundup, Tashi (* 1984), indischer Skilangläufer

#### Lundv
- Lundvall, Bruce (1935–2015), US-amerikanischer Musikproduzent
- Lundvall, Lars-Eric (1934–2020), schwedischer Eishockeyspieler
- Lundvik, John (* 1983), schwedischer Popsänger, Komponist und Sprinter

#### Lundw
- Lundwall, Julius (1844–1930), deutscher und tschechoslowakischer Architekt, Bauingenieur und Unternehmer
- Lundwall, Sam J. (* 1941), schwedischer Science-Fiction-Schriftsteller, Literaturwissenschaftler und Übersetzer
- Lundwe, Gladys, Stellvertretende Ministerin im Büro des Vizepräsidenten von Sambia

#### Lundy
- Lundy, Carmen (* 1954), US-amerikanische Jazzsängerin und Schauspielerin
- Lundy, Curtis (* 1956), US-amerikanischer Jazz-Bassist, Komponist, Produzent und Arrangeur des Postbop
- Lundy, Emmett (1864–1953), US-amerikanischer Old-Time-Musiker
- Lundy, Gary (* 1981), US-amerikanischer Schauspieler
- Lundy, Jessica (* 1966), US-amerikanische Schauspielerin
- Lundy, Lamar (1935–2007), US-amerikanischer American-Football-Spieler
- Lundy, Yvette (1916–2019), französische Widerstandskämpferin gegen den Nationalsozialismus in der Résistance

### Lune
- Lune (* 2002), deutsche Sängerin
- Lüneburg, Alexander († 1625), Ratsherr der Hansestadt Lübeck
- Lüneburg, Alexander (1240–1302), Ratsherr und Bürgermeister in Lübeck
- Lüneburg, Alexander (1560–1627), Bürgermeister der Hansestadt Lübeck
- Lüneburg, Alexander von (1643–1715), Ratsherr der Hansestadt Lübeck
- Lüneburg, Anton von (1673–1744), Jurist und Bürgermeister der Hansestadt Lübeck
- Lüneburg, Heinz (1935–2009), deutscher Mathematiker und Hochschullehrer
- Lüneburg, Hieronymus († 1580), Bürgermeister von Lübeck
- Lüneburg, Hieronymus († 1633), Ratsherr der Hansestadt Lübeck
- Lüneburg, Joachim (1512–1588), deutscher Bürgermeister von Lübeck
- Lüneburg, Johann († 1373), Ratsherr der Hansestadt Lübeck
- Lüneburg, Johann († 1531), Ratsherr der Hansestadt Lübeck
- Lüneburg, Johann († 1619), Ratsherr der Hansestadt Lübeck
- Lüneburg, Johann († 1461), Bürgermeister der Hansestadt Lübeck
- Lüneburg, Johann († 1474), Ratsherr der Hansestadt Lübeck
- Lüneburg, Johann († 1493), Lübecker Patrizier und Fastnachtdichter
- Lüneburg, Johann († 1529), Lübecker Ratsherr
- Lüneburg, Karl (1927–2014), deutscher Politiker (SPD), MdBB und Ortsamtleiter
- Lüneburg, Ludeke († 1539), Ratsherr der Hansestadt Lübeck
- Lüneburg, Nisse (* 1988), deutscher Springreiter
- Lüneburg, Rudolf Karl (1903–1949), deutscher Mathematiker und Physiker
- Lüneburger, Tom (* 1973), deutscher Musiker
- Lunemann, Georg (* 1967), deutscher BetriebswirtGeorg Lunemann (* 1967)

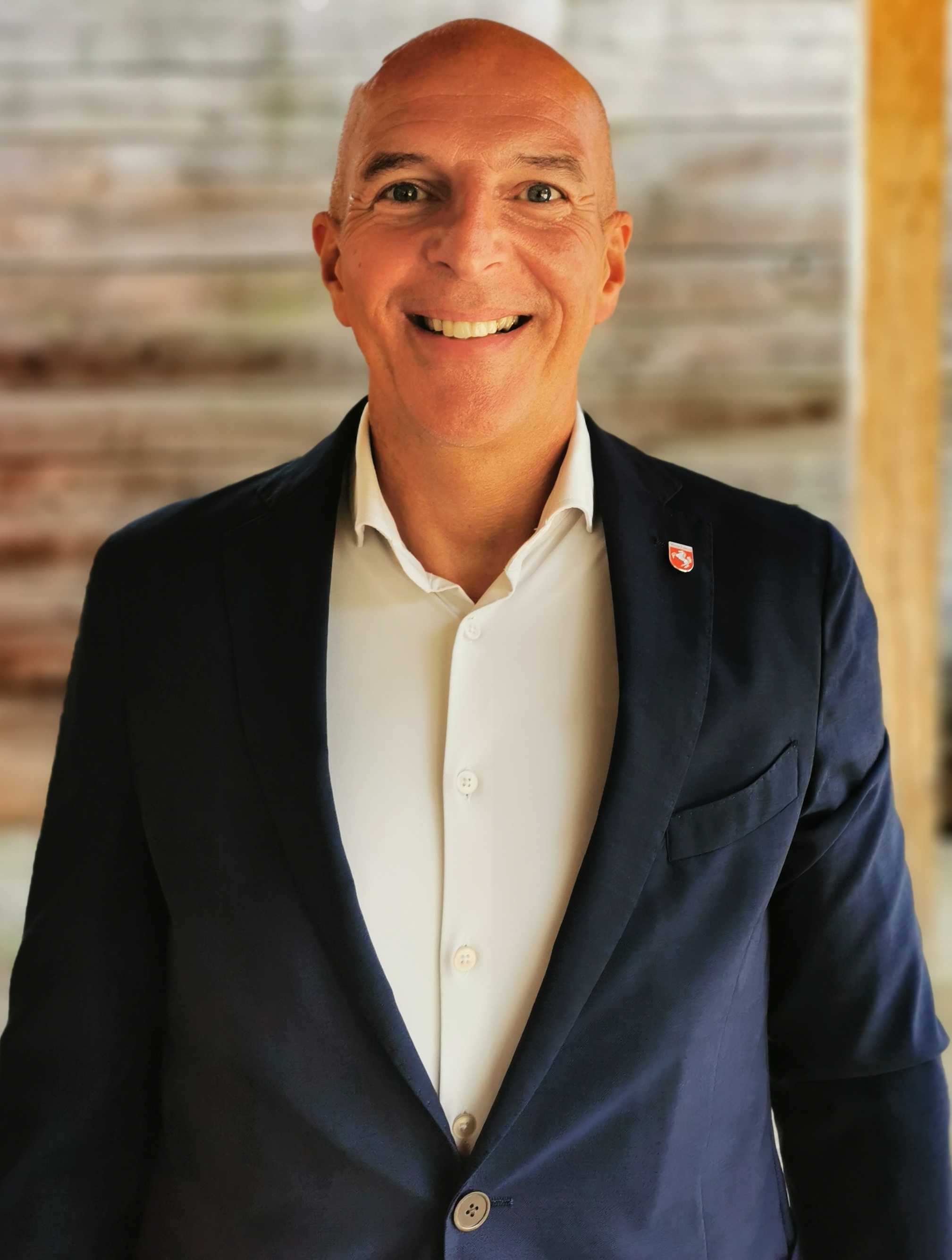
Georg Lunemann (* 1967)

- Lünemann, Georg Heinrich (1780–1830), deutscher Altphilologe und Lexikograf
- Lunen, Camille van (* 1957), französisch-niederländische Komponistin und Sopranistin
- Lünenborg, Georg (1907–1972), deutscher Architekt und Innenarchitekt
- Lünenborg, Hans (1904–1990), deutscher Maler und Glaskünstler
- Lünenborg, Ignaz (1897–1976), deutscher Politiker (Zentrum, CDU), MdL
- Lünenborg, Margreth (* 1963), deutsche Kommunikationswissenschaftlerin und Journalismuslehrerin
- Lunenburg, Horst (* 1943), deutscher Fußballspieler
- Lünenbürger, Anne (* 1964), deutsche Opernsängerin (Sopran)
- Lunenfeld, Bruno (* 1927), österreichischer Arzt und Endokrinologe
- Lünenschlos, Gerhard von (1666–1735), deutscher Mathematiker und Professor an der Universität Heidelberg
- Lünenschloß, Anton Clemens (1678–1763), deutscher Maler und Stuckateur
- Lünenschloß, Heike (* 1972), deutsche Schwimmerin
- Lünenschloß, Joachim (* 1955), deutscher Filmproduzent, Schauspieler, Regisseur und Autor
- Lünenschloß, Wilhelm (1880–1929), deutscher Bauunternehmer und Politiker (WP), MdR
- Lünenstraß, Karl-Heinz (1919–1963), deutscher Politiker (SPD), MdB
- Luner, Jamie (* 1971), US-amerikanische SchauspielerinJamie Luner (* 1971)

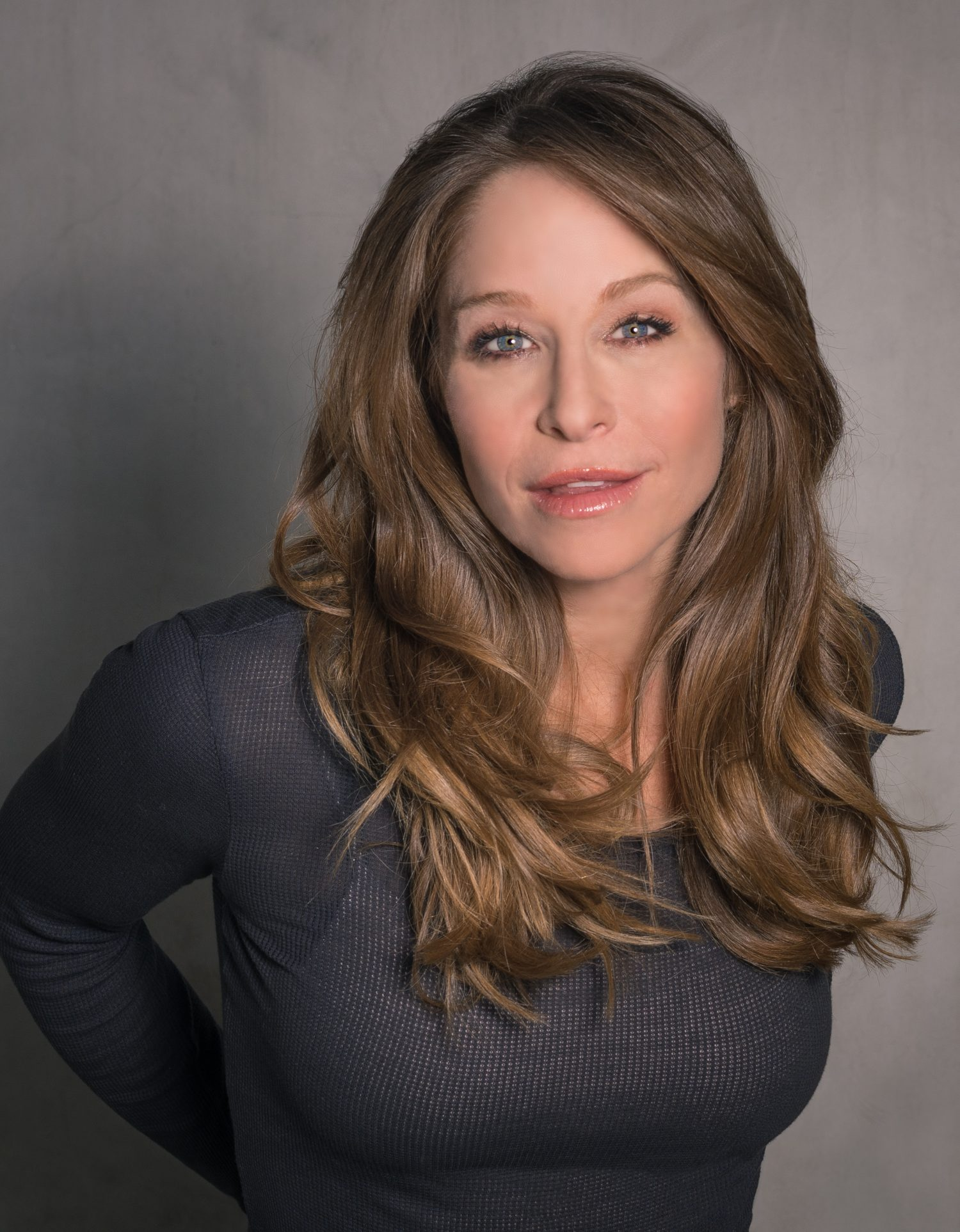
Jamie Luner (* 1971)

- Lunerti, Lucio (* 1954), italienischer Filmregisseur und -produzent
- Lüneschloß, Friedrich von (1822–1899), bayerischer Generalmajor
- Lunetta, Luca (* 2006), italienischer Motorradrennfahrer
- Lunew, Sergei Wladimirowitsch (* 1982), russischer Badmintonspieler

### Lung
- Lung, Chien (1916–1975), chinesischer Filmregisseur
- Lung, Clarence (1914–1993), US-amerikanischer Schauspieler
- Lung, Daniel (* 1987), rumänischer Fußballspieler
- Lung, Lisa (* 1999), belgische Tischtennisspielerin
- Lung, Nina (* 1997), deutsch-serbische Schauspielerin
- Lung, Noemi (* 1968), rumänische Schwimmerin
- Lung, Robin, US-amerikanische Filmemacherin
- Lung, Silviu (* 1956), rumänischer Fußballspieler und -trainer
- Lung, Silviu Jr. (* 1989), rumänischer Fußballspieler
- Lung, Ying-tai (* 1952), taiwanische Essayistin, Kulturkritikerin und Kulturministerin
- Lunga, Max (* 1964), simbabwischer Fußballspieler
- Lungati, Angela Oduor, kenianische IT-Expertin, Vorsitzende des Verwaltungsrats von Creative Common
- Lungavia, Umberto (1901–1970), italienischer Wasserballspieler
- Lunge, Georg (1839–1923), deutscher Chemiker
- Lunge, Vincens (1483–1536), dänischer und norwegischer Reichsrat
- Lungelu, Joel (* 2003), deutscher Basketballspieler
- Lüngen, David A. (* 1980), deutscher kommunaler Wahlbeamter
- Lunger, Brett (* 1945), US-amerikanischer Autorennfahrer
- Lunger, Hans (1938–2022), italienischer Politiker (Südtirol)
- Lunger, Hansjörg (* 1964), italienischer Skibergsteiger
- Lunger, Tamara (* 1986), italienische SkibergsteigerinTamara Lunger (* 1986)

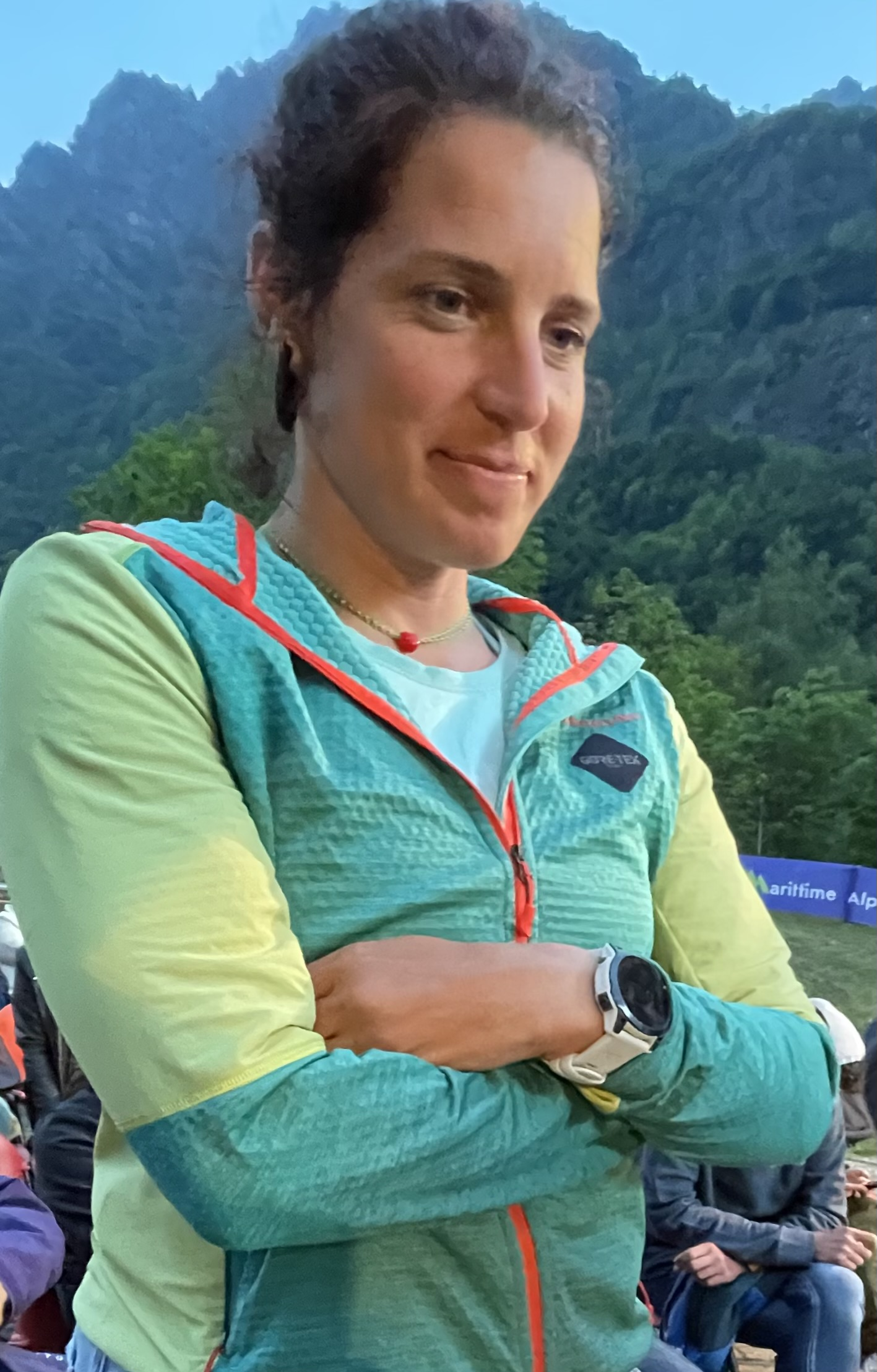
Tamara Lunger (* 1986)

- Lungershausen, Arnold († 1907), deutscher Apotheker, Tierarzt und Veterinärrat
- Lungershausen, Carl-Hans (1896–1975), deutscher Offizier, zuletzt Generalleutnant der Wehrmacht
- Lungershausen, Eberhard (1931–2011), deutscher Psychiater
- Lungershausen, Johann Jakob (1665–1729), deutscher lutherischer Theologe und Geistlicher
- Lungershausen, Ralf (* 1963), deutscher Brigadegeneral und Kommandeur Ausbildungszentrum Technik Landsysteme
- Lungershausen, Wolfgang (1925–2001), deutscher Diplom-Wirtschafter, Generaldirektor des Kombinats Elektronische Bauelemente Teltow
- Lungescu, Oana (* 1958), rumänisch-deutsche Journalistin
- Lunghard, Rudolf (1902–1983), deutscher Maler, Grafiker und Kunsthandwerker
- Lunghi, Cherie (* 1952), britische Film- und TheaterschauspielerinCherie Lunghi (* 1952)

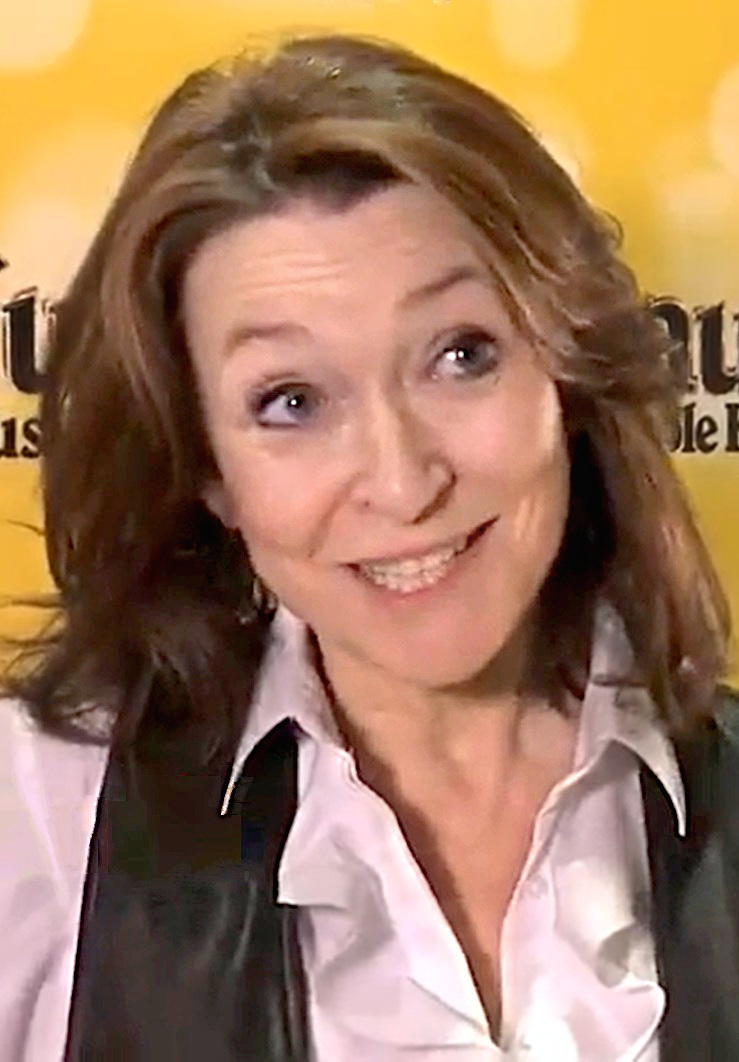
Cherie Lunghi (* 1952)

- Lunghi, Denis (* 1976), italienischer Radrennfahrer
- Lunghi, Emilio (1887–1925), italienischer Mittelstreckenläufer und Sprinter
- Lunghi, Enrico (* 1962), luxemburgischer Kunsthistoriker und -kritiker
- Lunghini, Elsa (* 1973), französische Sängerin und Schauspielerin
- Lungi Sørensen, Jacob (* 1998), dänischer Fußballspieler
- Lungin, Pawel Semjonowitsch (* 1949), russischer Filmregisseur und Drehbuchautor
- Lungina, Lilianna Sinowjewna (1920–1998), sowjetische und russische Sprach- und Literaturwissenschaftlerin sowie Literaturübersetzerin
- Lungkwitz, Hermann (1813–1891), amerikanischer Landschaftsmaler
- Lungoyi, Christopher (* 2000), Schweizer Fussballspieler
- Lungren, Dan (* 1946), US-amerikanischer Politiker (Republikanische Partei)
- Lungstras, Berta (1836–1904), deutsche Frauenrechtlerin, Gründerin des ersten evangelischen Frauenhauses in Bonn (1873)
- Lungtog Gyatsho (1805–1815), neunter Dalai Lama
- Lungu, Andrei (* 1989), rumänischer Fußballspieler
- Lungu, Chisamba (* 1991), sambischer Fußballspieler
- Lungu, Dan (* 1969), rumänischer Autor und Hochschullehrer
- Lungu, Edgar (1956–2025), sambischer Politiker
- Lungu, Ireen (* 1997), sambische Fußballspielerin
- Lungu, Paul (1946–1998), sambesischer Ordensgeistlicher, Bischof von Monze
- Lungulov-Klotz, Vuk (* 1994), US-amerikanischer Filmemacher chilenisch-serbischer Abstammung
- Lungwangwa, Geoffrey (* 1953), sambischer Politiker, Erziehungsminister von Sambia
- Lungwitz, Alexander (* 2000), deutscher Fußballspieler
- Lungwitz, Hans (1881–1967), deutscher Arzt und Schriftsteller
- Lungwitz, Herbert (1913–1992), deutscher Bildhauer
- Lungwitz, Hermann (1845–1927), deutscher Oberlehrer und Heimatforscher
- Lungwitz, Werner (1942–2021), deutscher Fußballspieler

### Luni
- Lünig, Johann Christian (1662–1740), deutscher Jurist, Historiker und Publizist
- Lunin, Andrij (* 1999), ukrainischer FußballspielerAndrij Lunin (* 1999)

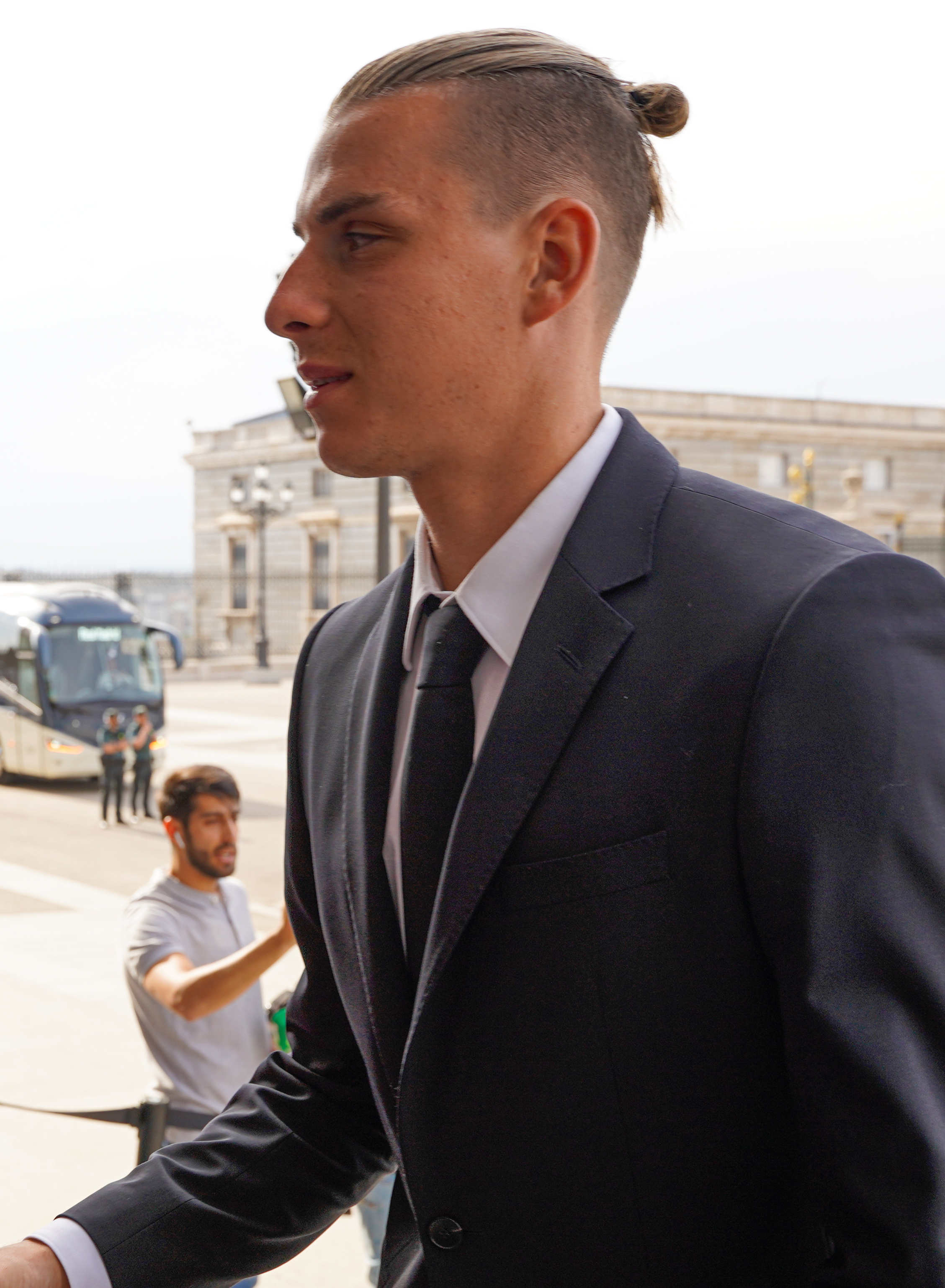
Andrij Lunin (* 1999)

- Lunin, Hanno (* 1934), deutscher Theaterregisseur, Schriftsteller
- Lunin, Michail Sergejewitsch (1787–1845), russischer Publizist, Oppositioneller und politischer Häftling
- Lunin, Nikolai Iwanowitsch (1854–1937), russisch-baltischer Chemiker und Arzt
- Lunin, Stanislaw (1993–2021), kasachischer Fußballspieler
- Lunin, Vincent (* 1925), Schweizer Psychologe
- Lunina, Diana (* 1992), ukrainische Beachvolleyballspielerin
- Lunina, Oksana Wiktorowna (* 1975), russische Geotektonikerin
- Lunina, Svetlana (* 1932), usbekische Archäologin
- Lüninck, Carl von (1794–1872), Bürgermeister, Mitglied der Landstände des Fürstentums Waldeck
- Lüninck, Ferdinand von (1755–1825), Fürstbischof von Corvey und Bischof von Münster
- Lüninck, Ferdinand von (1888–1944), deutscher Gutsbesitzer und OffizierFerdinand von Lüninck (1888–1944)

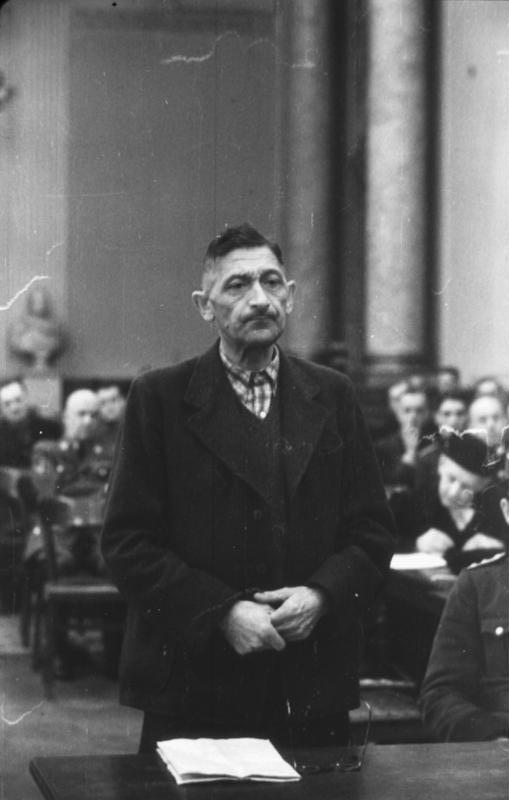
Ferdinand von Lüninck (1888–1944)

- Lüninck, Hermann von (1893–1975), deutscher Verwaltungsjurist, Oberpräsident der Rheinprovinz
- Lüning, August (1813–1896), deutscher Burschenschafter und Schweizer Mediziner
- Lüning, Hermann (1814–1874), deutscher Germanist
- Lüning, Jens (* 1938), deutscher Prähistoriker
- Lüning, Martin (* 1955), deutscher Fernseh- und Bühnenschauspieler
- Lüning, Otto (1818–1868), westfälischer Sozialpolitiker, Journalist und Armenarzt
- Lüning, Sebastian (* 1970), deutscher Geologe
- Lüning, Stephanie (* 1978), deutsche Künstlerin
- Lüning, Susanne (* 1966), deutsche Schauspielerin
- Łunio, Urszula (* 2004), polnische Beachvolleyballspielerin
- Lunis, Jacques (1923–2008), französischer Leichtathlet

### Lunj
- Lunjow, Andrei Jewgenjewitsch (* 1991), russischer Fußballspieler

### Lunk
- Lunka, Zoltan (* 1970), rumänisch-deutscher Boxer
- Lunke, Sindre (* 1993), norwegischer Radrennfahrer
- Lunkenbein, Rudolf (1939–1976), deutscher Ordensgeistlicher, Missionar in Brasilien
- Lunkenheimer, Peter (* 1958), deutscher Physiker
- Lunkewitz, Bernd F. (* 1947), deutscher Immobilieninvestor und VerlegerBernd F. Lunkewitz (* 1947)

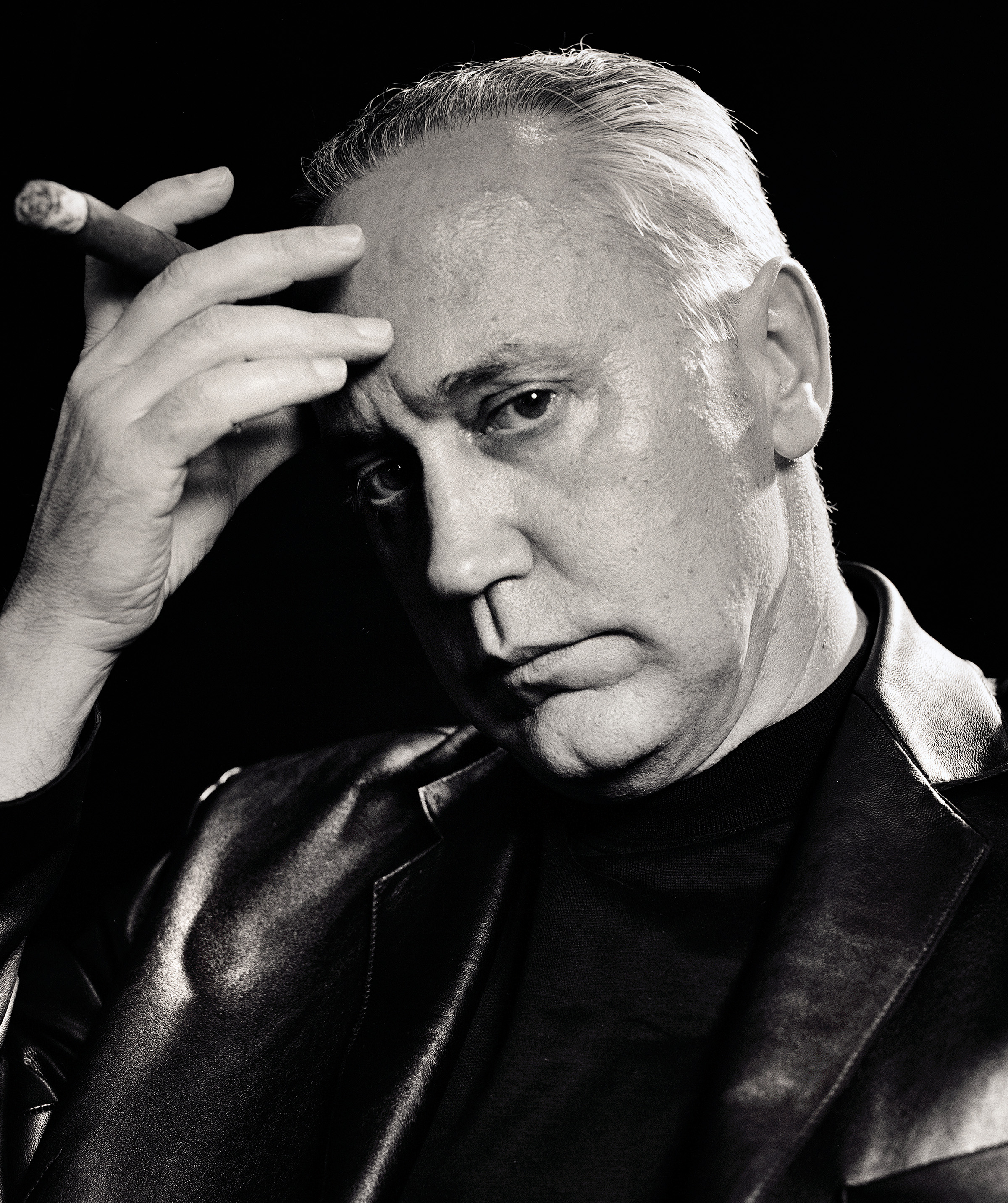
Bernd F. Lunkewitz (* 1947)

- Lunkin, Witali Wladimirowitsch (* 1971), russischer Pokerspieler
- Lunkuse, Jamila (* 1997), ugandische Schwimmerin

### Lunn
- Lunn, Arnold (1888–1974), britischer Skiläufer, Bergsteiger und Schriftsteller, Begründer des modernen alpinen Skisports
- Lunn, David (1930–2021), britischer anglikanischer Bischof von Sheffield und Autor
- Lunn, George R. (1873–1948), US-amerikanischer Soldat, Pfarrer und Politiker
- Lunn, Gladys (1908–1988), britische Mittelstreckenläuferin und Speerwerferin
- Lunn, Halvor (* 1980), norwegischer Snowboarder
- Lunn, John (* 1956), britischer Komponist
- Lunn, Peter (1914–2011), britischer Skirennläufer
- Lunny, Cora Venus (* 1982), irische klassische Musikerin (Geige, Bratsche, Komposition)
- Lunny, Dónal (* 1947), irischer Folk-MusikerDónal Lunny (* 1947)

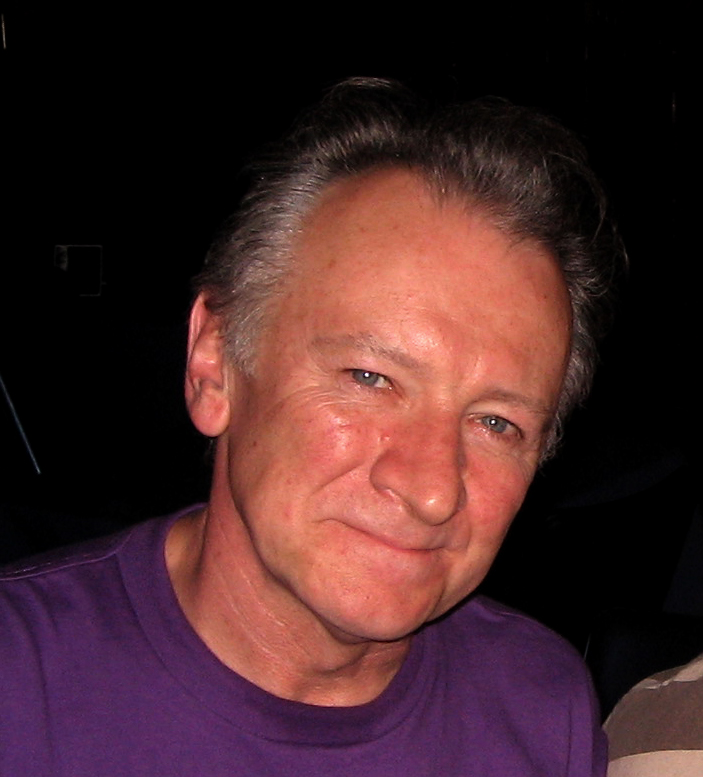
Dónal Lunny (* 1947)

### Luno
- Lunow, Günter (1926–2017), deutscher Politiker (SED), Oberbürgermeister der Hansestadt Wismar
- Lunow, Luise (* 1932), deutsche Schauspielerin und Synchronsprecherin
- Lunow, Reinhold (* 1953), deutscher Mediziner und Fußballfunktionär

### Luns
- Luns, Huib (1881–1942), niederländischer Genremaler, Radierer, Lithograf, Holzschneider und Kunstpädagoge
- Luns, Joseph (1911–2002), niederländischer Politiker, Diplomat und NATO-Generalsekretär
- Lunscken, Ulrich (1952–2008), deutscher Diplomat
- Lünser, Bernd (1939–1961), deutsches Maueropfer
- Lunsford, Carl (1934–2025), US-amerikanischer Jazzmusiker (Banjo, Gesang)
- Lunsford, Derek (* 1993), US-amerikanischer Bodybuilder
- Lunsford, Stephen (* 1989), US-amerikanischer Schauspieler
- Lunskienė, Irena (* 1955), litauische sozialdemokratische Politikerin
- Lünsmann, Mike (* 1969), deutscher Fußballspieler
- Lünstedt, Heiner (* 1960), deutscher Journalist, Buchautor und Comicautor

### Lunt
- Lunt, Alfred (1892–1977), US-amerikanischer Schauspieler
- Lunt, Joseph (1866–1940), britischer Astronom
- Lunte, Gottschalck († 1532), Lübecker Bürgermeister
- Lünterbusch, Armin (* 1938), deutscher Jurist
- Lunteren, Desiree van (* 1992), niederländische Fußballspielerin
- Lunteschütz, Jules (1822–1893), französisch-deutscher Maler
- Luntowski, Adalbert (1883–1934), deutscher Lehrer und Lebensreformer
- Luntowski, Gustav (1930–2022), deutscher Archivar und Historiker
- Luntschitz, Shlomo Ephraim (1550–1619), Rabbiner, Dichter und Kommentator der Tora
- Luntz, Adolf (1875–1934), Landschafts- und Figurenmaler, Radierer und Lithograf
- Luntz, Frank (* 1962), US-amerikanischer Meinungsforscher und politischer Berater
- Luntz, Victor (1840–1903), österreichischer Architekt und Hochschullehrer
- Lüntzel, Alfred (1833–1910), deutscher Rechtsanwalt, kaiserlicher Justizrat
- Lüntzel, Carl Christoph (1779–1854), zweiter Bürgermeister der gesamten Stadt Hildesheim
- Lüntzel, Christoph Friedrich (1749–1826), deutscher Kaufmann und Hildesheimer Bürgermeister
- Lüntzel, Hermann Adolf (1799–1850), deutscher Justizrat und Hildesheimer Regionalhistoriker
- Luntzer, György (1886–1942), ungarischer Leichtathlet und Ringer

### Lunv
- Lunven, Michel (* 1933), französischer Diplomat

### Luny
- Luny, Thomas (1759–1837), britischer Maler

### Lunz
- Lunz, Kristina (* 1989), deutsche Feministin, Aktivistin und Mitbegründerin des Centre for Feminist Foreign Policy (CFFP)Kristina Lunz (* 1989)

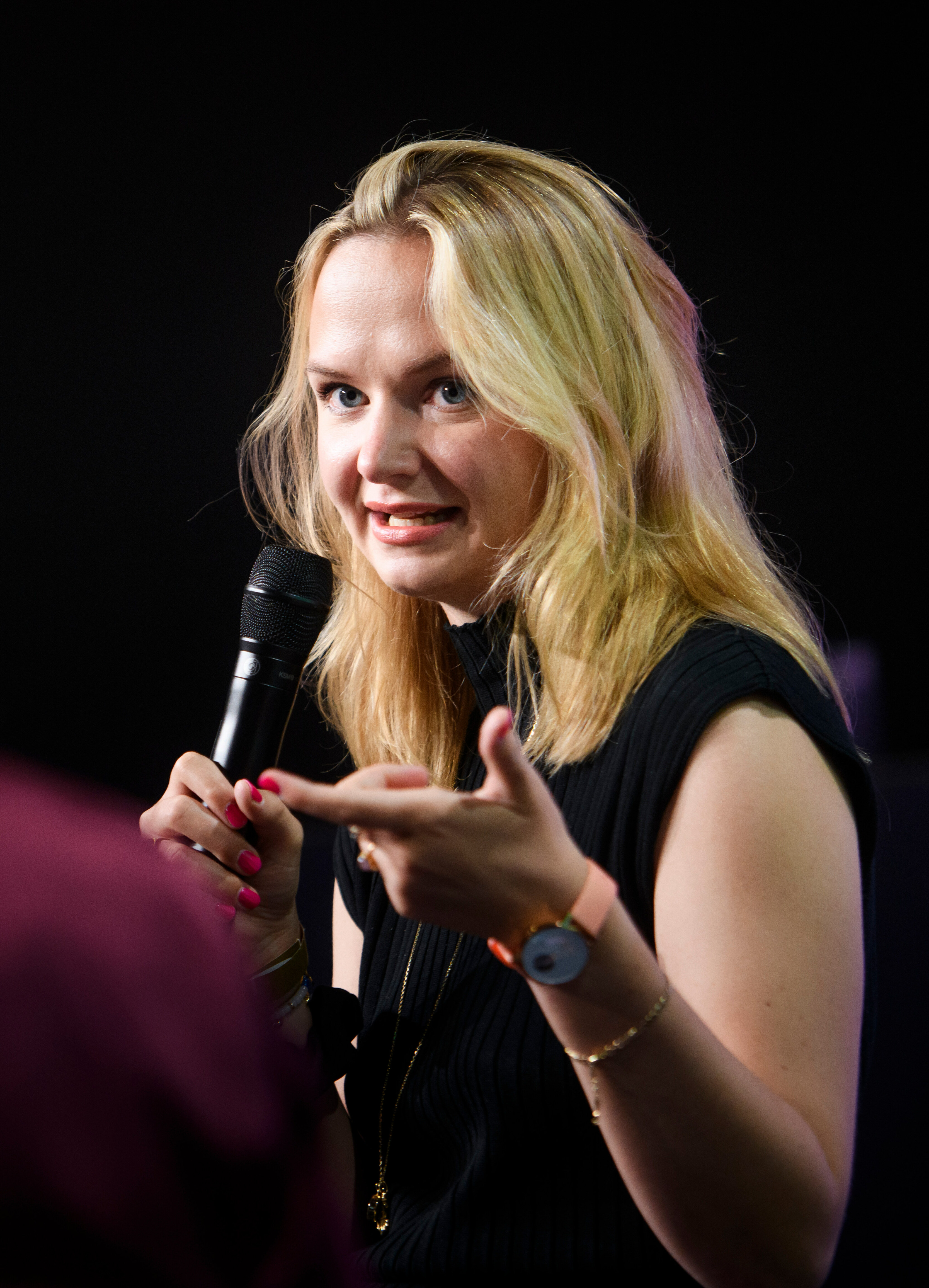
Kristina Lunz (* 1989)

- Lunz, Lew Natanowitsch (1901–1924), russischer Schriftsteller und Gründungsmitglied der Petrograder Serapionsbrüder
- Lunz, Reimo (1943–2025), italienischer Archäologe (Südtirol)
- Lunze, Jan (* 1952), deutscher Ingenieur und Hochschullehrer für Automatisierungstechnik und Prozessinformatik
- Lunze, Klaus (1917–2010), deutscher Elektroingenieur und Hochschullehrer
- Lunzer, Marianne (1919–2021), österreichische Medienwissenschaftlerin und Hochschullehrerin
- Lunzer, Martin (* 1994), österreichischer Koch